# Südrussische Tarantel
Die Südrussische oder Russische Tarantel (Lycosa singoriensis, Syn.: Allohogna singoriensis) ist eine Spinne innerhalb der Familie der Wolfspinnen (Lycosidae). Das Verbreitungsgebiet der Art umfasst weite Teile der Eurasischen Steppe und reicht westlich bis in den Seewinkel im Osten Österreichs. Mit einer Körperlänge von bis zu 40 Millimetern bei den Weibchen ist die Südrussische Tarantel nicht nur die größte in Mitteleuropa vorkommende Spinnenart, sondern zugleich eine der größten Europas.
Die nachtaktive Südrussische Tarantel gräbt sich wie einige andere Wolfspinnen Wohnröhren, in denen sie den Großteil des Tages verbringt und die sie in der Nacht zur Nahrungssuche verlässt. Die Art jagt wie die meisten Vertreter der Familie freilaufend als Lauerjäger, also ohne ein Spinnennetz. Dabei erbeutet sie sowohl andere Gliederfüßer als auch kleinere Wirbeltiere. Das Fortpflanzungsverhalten der Art ist ebenfalls mit dem anderer Wolfspinnen identisch, wozu auch die familientypische Balz seitens des Männchens gehört. Das Weibchen trägt dann seinen einige Zeit nach der Paarung angefertigtem Eikokon ebenfalls wie bei anderen Wolfspinnen an den Spinnwarzen angeheftet mit sich herum und die Jungtiere klettern nach dem Schlüpfen auf das Opisthosoma (Hinterleib) der Mutter, wo sie für einige Zeit verbleiben, ehe sie selbstständig heranwachsen.
Die Südrussische Tarantel hat wie die anderen als „Tarantel“ bezeichneten größeren Spinnenarten (vorwiegend andere Wolfspinnen und einzelne Vogelspinnen (Theraphosidae), fälschlicherweise durch die fehlerhafte Übersetzung des englischsprachigen Wortes tarantula für „Vogelspinne“ die gesamte letztere Familie) eine gewisse Prominenz. Sie wird überdies gefürchtet, jedoch bei weitem nicht so stark wie etwa die zur gleichen Gattung zählende Apulische (L. tarentula) oder die Schwarzbäuchige Tarantel (Hogna radiata). Wie bei diesen ist der Biss der Südrussischen Tarantel und dessen Wirkung für den Menschen nicht von medizinischer Relevanz.

## Merkmale

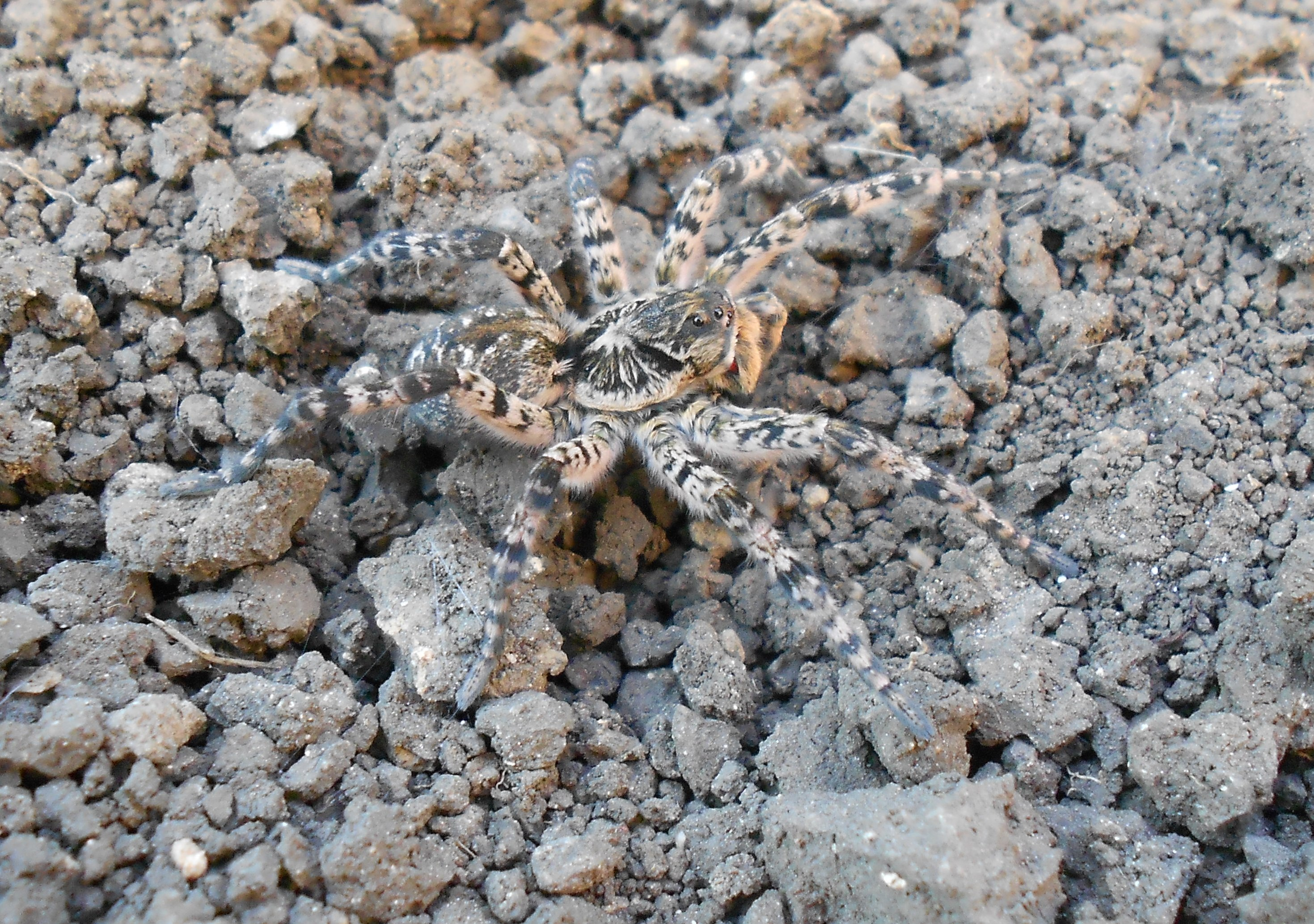
Männchen

Das Weibchen der Südrussischen Tarantel erreicht eine Körperlänge von 18 bis 40 (zumeist 35±6) Millimetern und ein Gewicht von 2,6 bis 7 Gramm. Damit ist die Art nicht nur die größte in Mitteleuropa vorkommende Spinne, sondern zusammen mit der ebenfalls zu den Wolfspinnen zählenden Deserta-Tarantel (Hogna ingens) und der zur Familie der Röhrenspinnen (Eresidae) zählenden Griechischen Röhrenspinne (Eresus walckenaeri), deren weibliche Tiere die gleiche Körperlänge erreichen können, einer der größten Vertreter dieser Ordnung in Gesamteuropa. Das Männchen der Südrussischen Tarantel bleibt mit einer Körperlänge von 14 bis 27 Millimetern zumeist kleiner als das Weibchen. Die Beinspannweite der Art kann bis zu 70 Millimeter betragen.

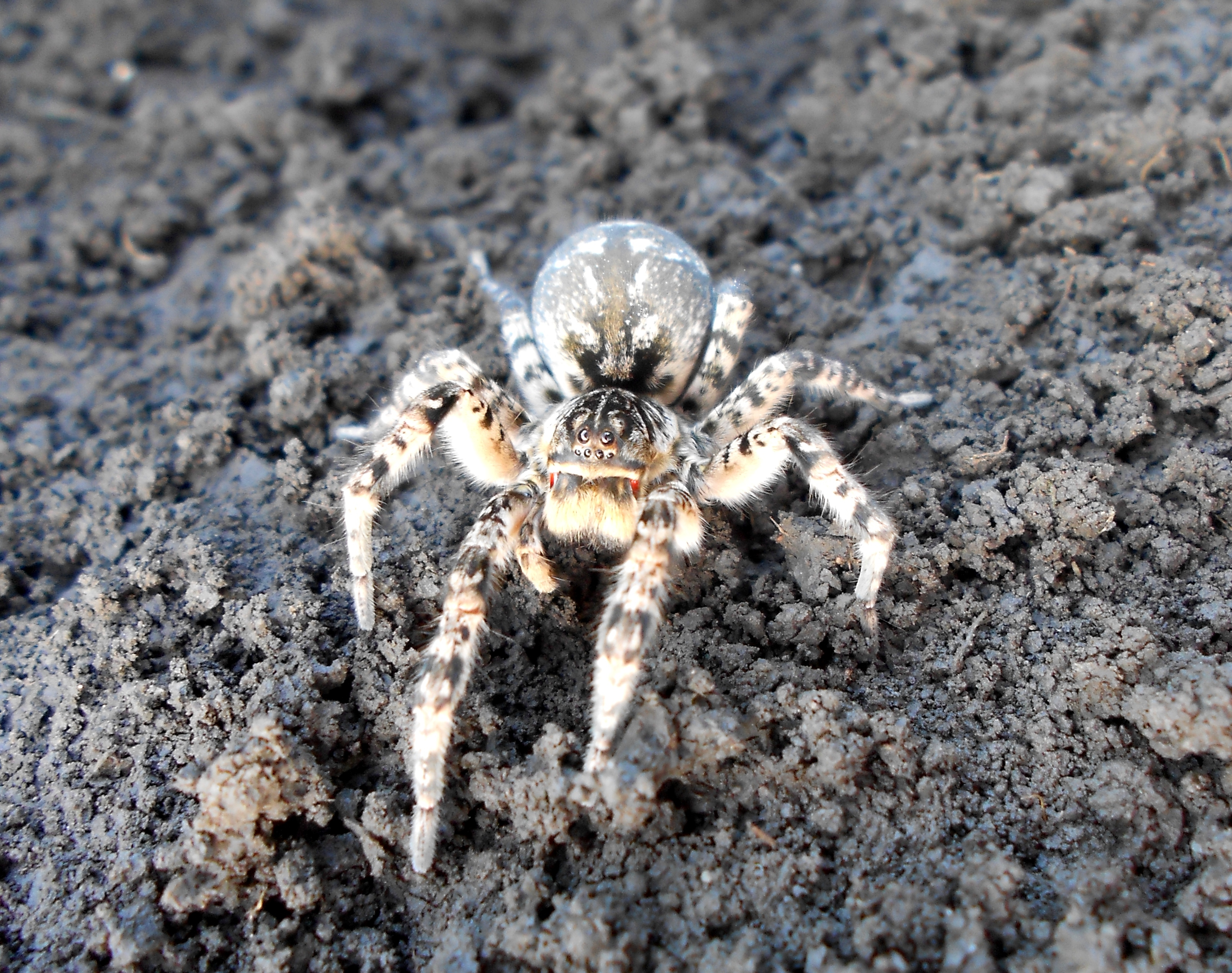
Frontalansicht eines Weibchens mit dem gut sichtbaren Kopfbereich sowie den Augen

Der Carapax (Rückenplatte des Prosomas, bzw. Vorderkörpers) ist olivbraun gefärbt. Sein vorderer Teil verfügt über eine undeutliche Bindenzeichnung. Wie bei Wolfspinnen üblich bestehen die acht Augen der Südrussischen Taranteln aus den zwei großen Haupt- und den sechs kleineren Nebenaugen. Letztere dienen wahrscheinlich der Wahrnehmung von Licht, während die Hauptaugen dem eigentlichen Sehsinn dienen. Die Augen sind wie für Spinnen der Überfamilie Lycosoidea üblich in zwei übereinander befindlichen Reihen angeordnet, die je vier Augen umfassen. Die vordere Reihe ist dabei leicht gebogen. Der Abstand zwischen den unteren Mittel- und Seitenaugen zueinander ist kleiner als der der unteren Mittelaugen zueinander. Die unteren Mittelaugen sind dabei größer als die unteren seitlichen. Letztere werden außerdem durch einen schwarzen Ring eingefasst. Der Abstand zwischen den hinteren Mittelaugen, bzw. den Hauptaugen ist kleiner als deren eigener Durchmesser. Der Abstand zwischen den oberen Seitenaugen ist deutlich größer als der zwischen den unteren Seitenaugen. Die cephale (zum Kopf hin befindliche) Region der Fovea (Apodem) ist höher als die thorakale (im Brustbereich gelegene). Die Fovea verfügt außerdem über einen konfluenten (zusammenfließenden) Winkel und einen sternförmigen, hellgrau-weißen Fleck. Aus dem Bereich der Fovea entspringen offene Streifen. Auf dem Carapax befindet sich überdies ein helles und schmales sowie verschwommenes Medianband, das zwei längliche dunkle Flecken aufweist. Geziert wird der Carapax außerdem von mehreren schmalen, weißgrauen Seitenstreifen, die recht zahlreich und verstreut angelegt sind und schwarz gefärbt oder als kleine Flecken ausgebildet sein können.

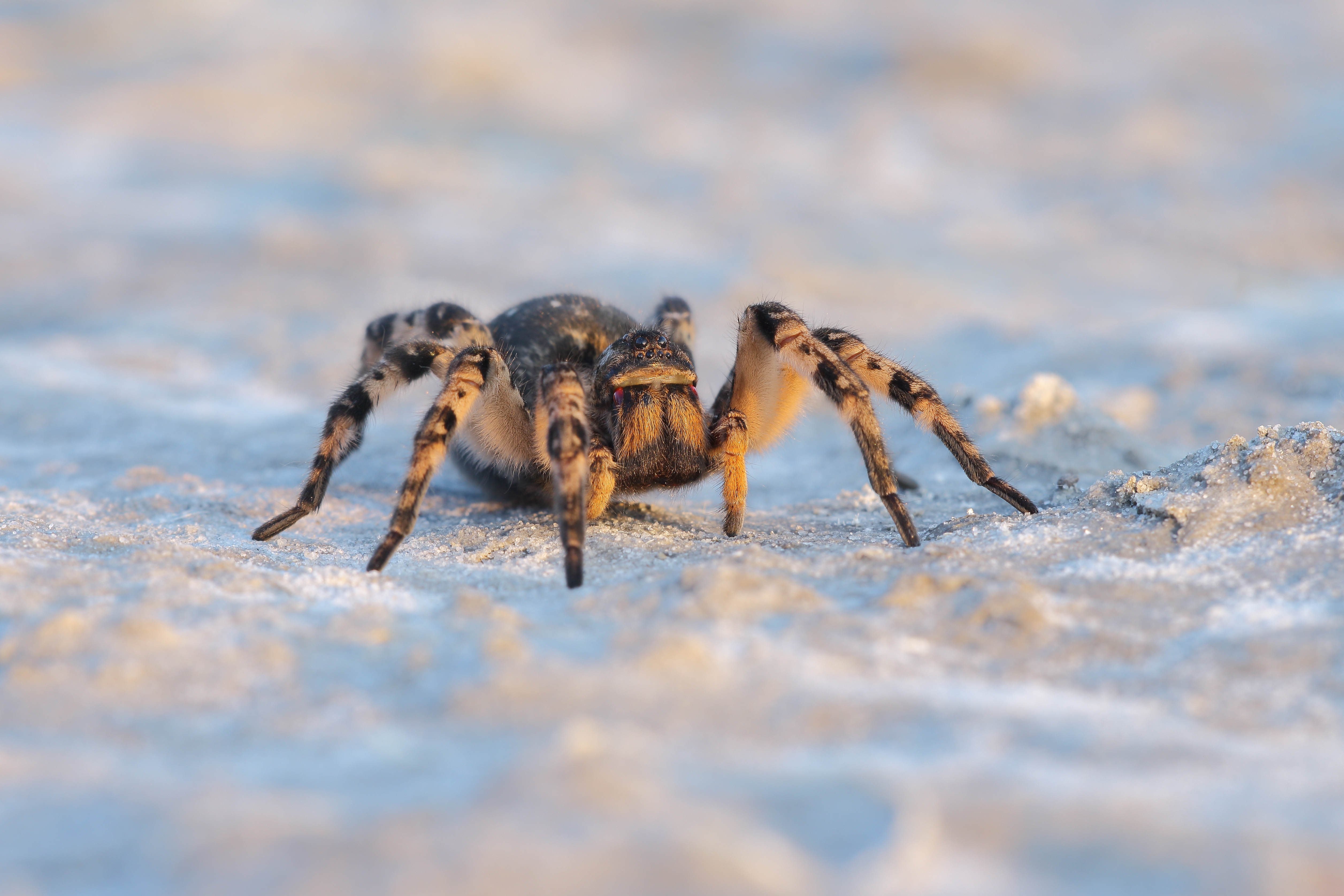
Weitere Frontalansicht eines Weibchens, hier mit dem gut sichtbaren Cheliceren.

Die Cheliceren (Kieferklauen) sind robust gebaut und besitzen eine kräftige Basis. Das apikale (an der Spitze gelegene) Segment, die eigentliche und nadelförmige Klaue einer Chelicere ruht auf einer Rille im Basalsegment, die von Setae (Haaren) verschiedener Eigenschaften bedeckt ist. Die Klaue wird von dessen Grund an immer schmaler und mündet in ein ziemlich scharfes Ende. Die Pore, aus der das Gift ausgestoßen wird, befindet sich auf dem subterminalen (am Ende auf der Unterseite gelegenen) Abschnitt der Klaue. In Längsrichtung verlaufen auf der Fangfläche parallel angelegte Rillen und bilden einen kammartigen Aufbau, der wiederum eine klingenartige Struktur formt. Auf beiden Seiten der Fangrillen verläuft auf marginaler Ebene außerdem je eine Reihe von vier Zähnen, die kegelartig aufgebaut sind. Die basalen Bereiche der Cheliceren sind gelb oder orangebraun gefärbt. Sie sind außerdem stark behaart. Das Sternum (Brustplatte des Prosomas) erscheint vollkommen schwarz.

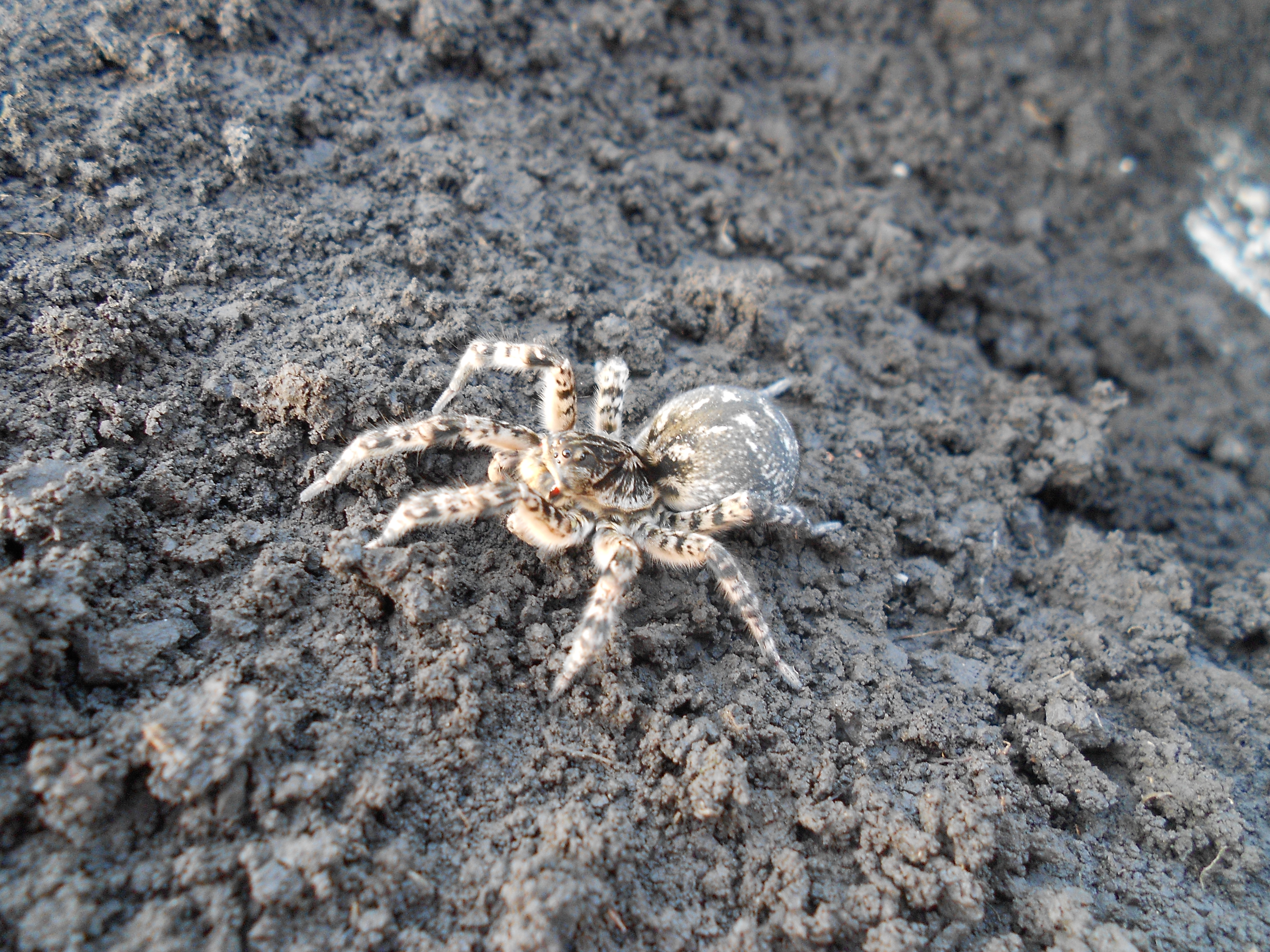
Lateralansicht eines Weibchens mit den gut sichtbaren Beinringelungen

Die Beine sind kräftig und dick sowie gräulich olivbraun gefärbt. Sie sind außerdem gefleckt oder geringelt und behaart. Dies trifft besonders auf die Femora (Schienen) zu, die ventral und lateral gelb-ockerfarben gefärbt sind. Dorsal (oben) sind die Beine mit Stacheln versehen. Die Trochanter (Schenkelringe) sind auf der Ventralseite (Unterseite) schwarz gefärbt, obgleich die Trochanter auch gänzlich schwarz gefärbt sein können. Ebenso können sie auf der Ventralseite einen gelben Farbton aufweisen. Wie bei den Cheliceren verfügen die basalen Abschnitte der Pedipalpen (umgewandelte Extremitäten im Kopfbereich) über eine gelbe oder orangebraune Färbung.

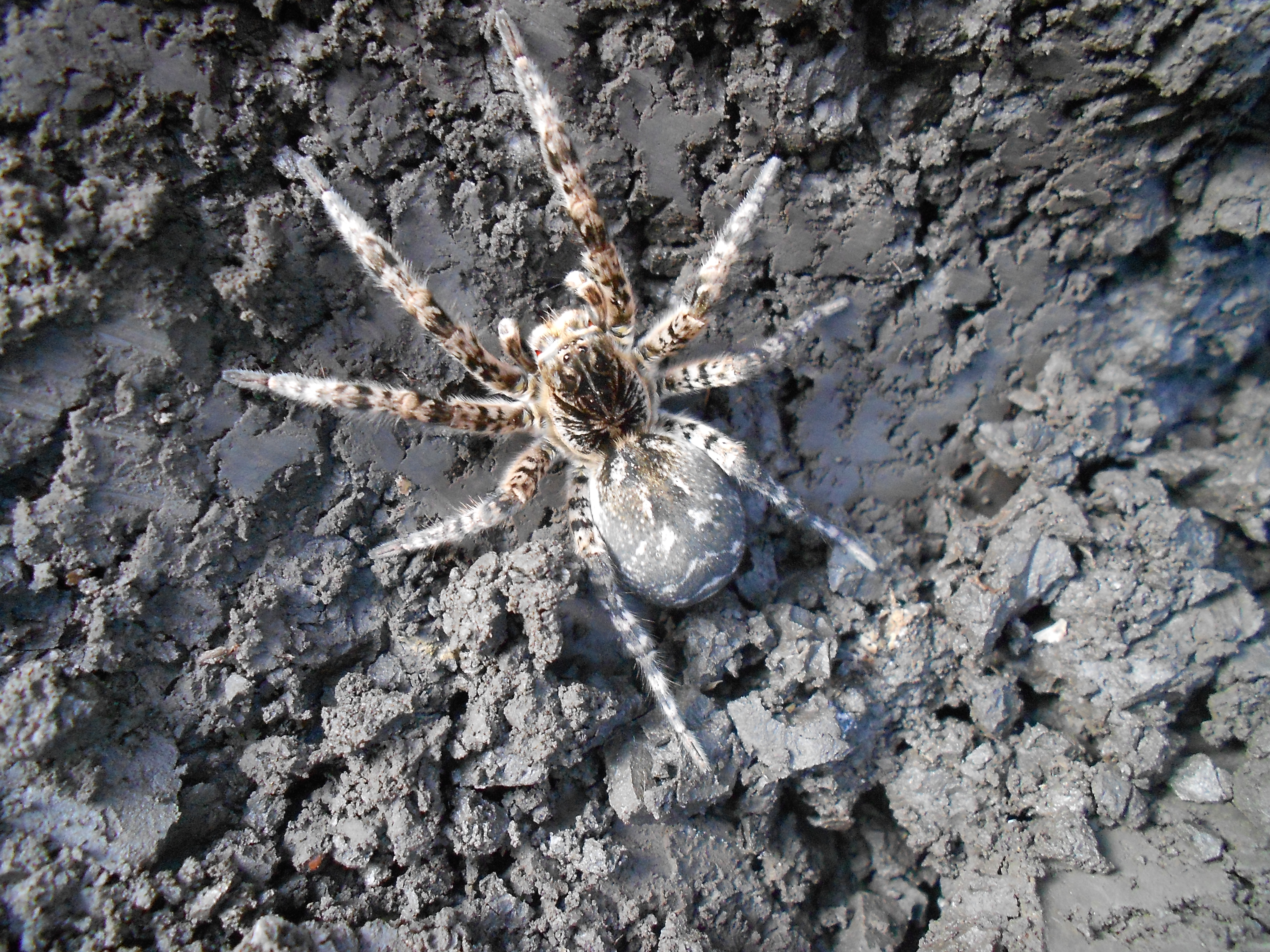
Dorsalansicht eines Weibchens mit den gut sichtbaren Zeichenelementen auf dem Carapax und dem Opisthosoma

Das Opisthosoma (Hinterleib) weist eine dunkel olivbraune Grundfärbung auf. Es verfügt in der Mitte über einen lanzettenförmigen Fleck, der kräftig schwarz ist. Dieser wird von runden oder sternenförmigen weißen Punkten flankiert. Diesen folgen sechs Paare kleiner weißer Flecken und Winkelflecken. Auch die Flanken des Opisthosomas sind mit kleinen weißen Punkten versehen. Die Ventralseite des Opisthosomas ist wie das Sternum bei den ausgewachsenen Spinnen schwarz und bei Jungtieren gelb gefärbt. Die auffälligen und kontrastreichen Färbungen an den Beinen, dem Sternum und der Ventralseite des Opisthosomas dienen der Drohgebärde, die die Spinne im Falle einer Begegnung mit einem möglichen Prädatoren (Fressfeind) einnimmt.

### Genitalmorphologische Merkmale

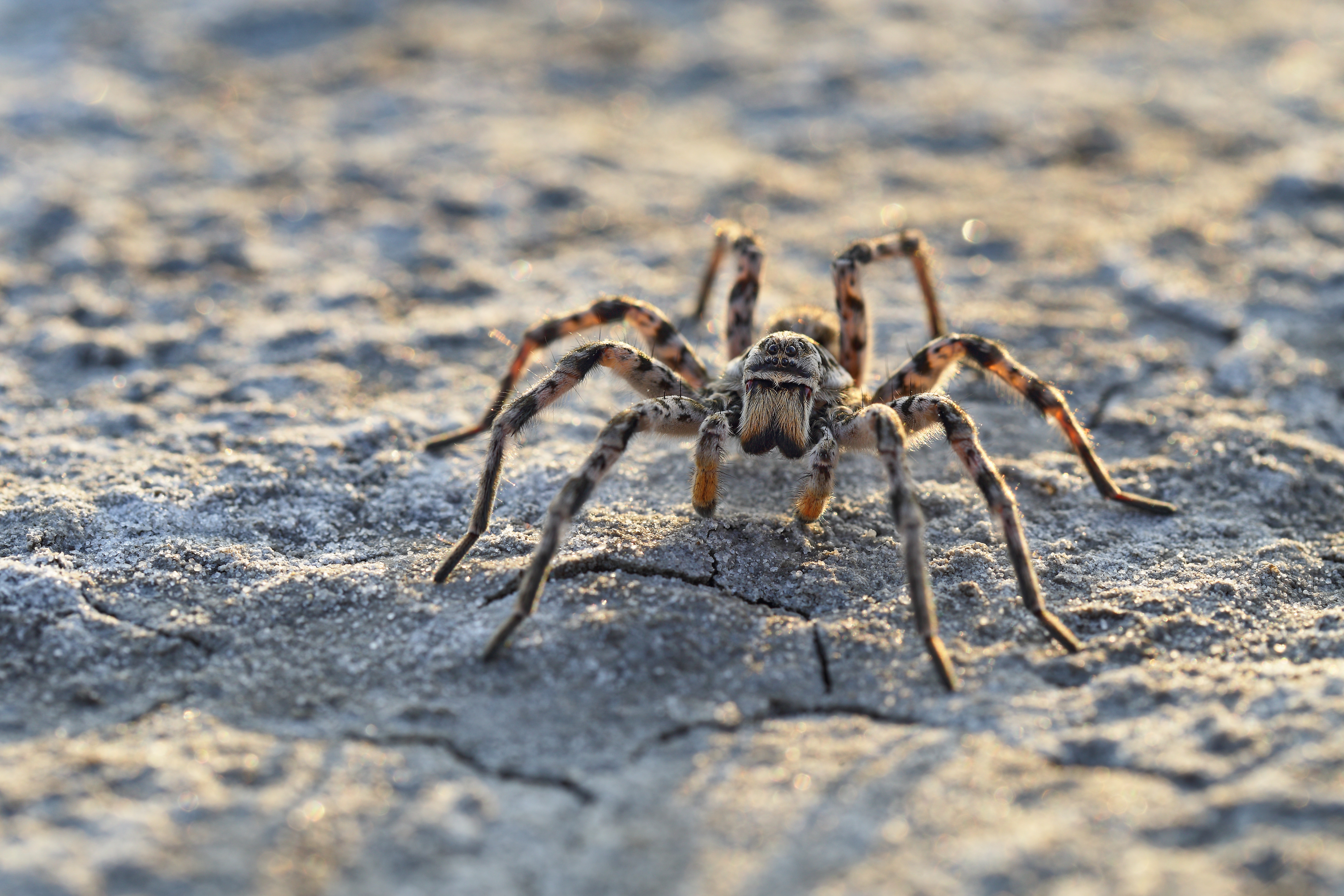
Frontalansicht eines Männchens mit den gut sichtbaren Bulbi

Die Bulbi (männliche Geschlechtsorgane) verfügen, wie für die Gattung üblich, über je eine teguläre (rückseitige) Apophyse (chitinisierter Fortsatz), die sich in Richtung ihres Endes verengt und klingenartig geformt ist. An ihrem Ende bildet sie jedoch keine Spitze, sondern erscheint wie abgeschnitten. Das Tegulum (mittleres Sklerit, bzw. Hartteil eines Bulbus) weist chitinisierte und rippenartige Erhebungen auf. An der Endapophyse des fingerförmigen Leiters hat gelegentlich die Spitze einen kleinen und scharfen Fortsatz. Die Cymbiii (letzte Sklerite der Bulbi) und die Tibien der Pedipalpen sind reichlich behaart.

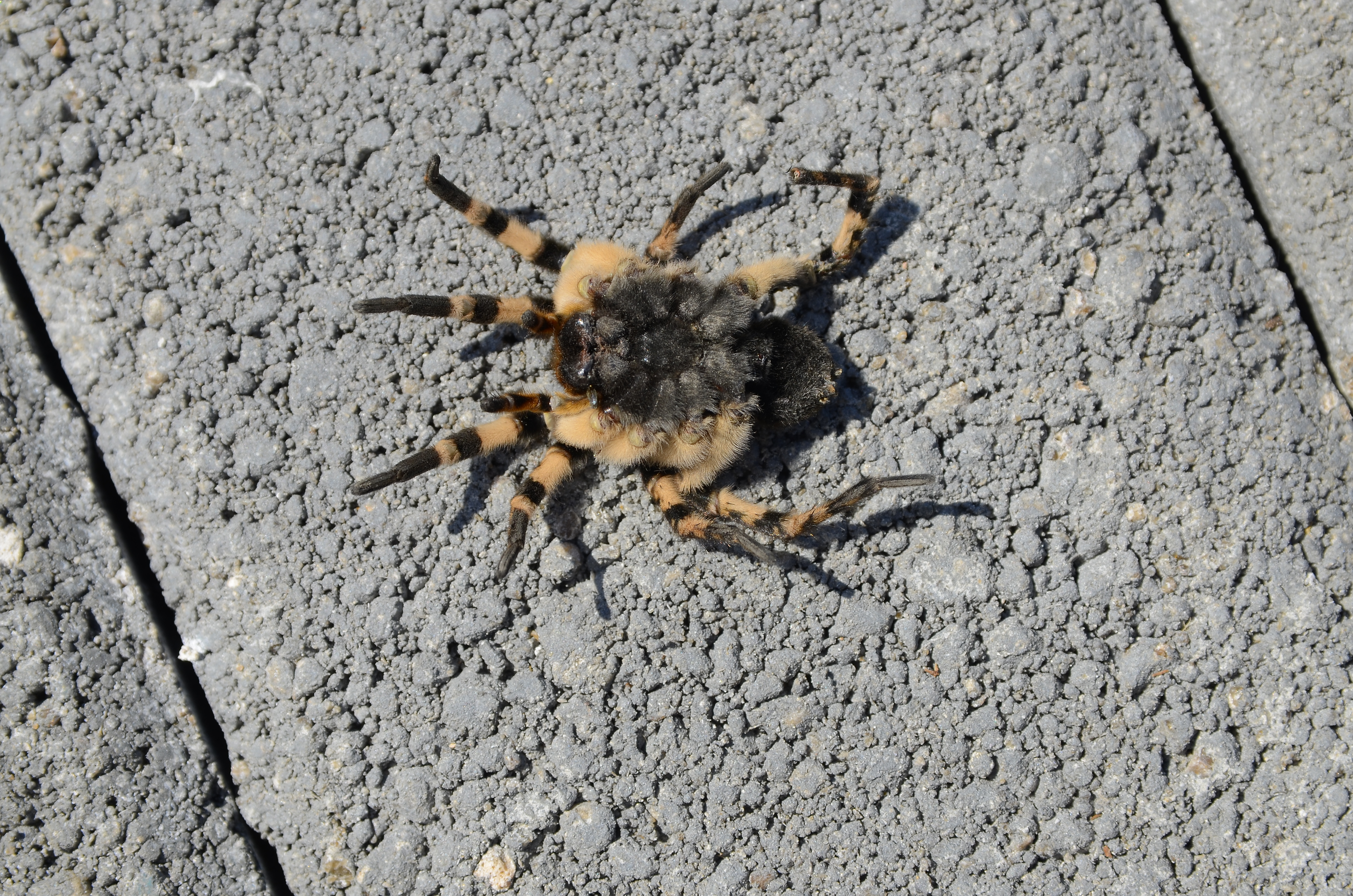
Ventralansicht eines verstorbenen Weibchens. Hier befindet sich auch die Epigyne.

Die Epigyne (weibliches Geschlechtsorgan) ist ebenfalls fast vollständig von einer dichten Behaarung bedeckt. Sie besteht aus einer Chitinplatte, die breiter als hoch ist und eine rote Farbe hat. Die Epigenyngrube ist vollständig von einer eiförmig-konvexen chitinösen Formation bedeckt. Unterteilt wird sie durch ein spiegelverkehrt erscheinendes T-förmiges Septum (Trennwand) mit einem kurzen und breiten Stiel. Der transversale (quer verlaufende) basale (die Basis bildende) Teil ist breit und groß, während der apikale (an der Spitze gelegene) einen chitinisierten Rand besitzt. Die Spermatheken (Samentaschen) sind klein und rundlich. Basal besitzen sie ei- und divertikelförmige Gebilde.

### Ähnliche Arten

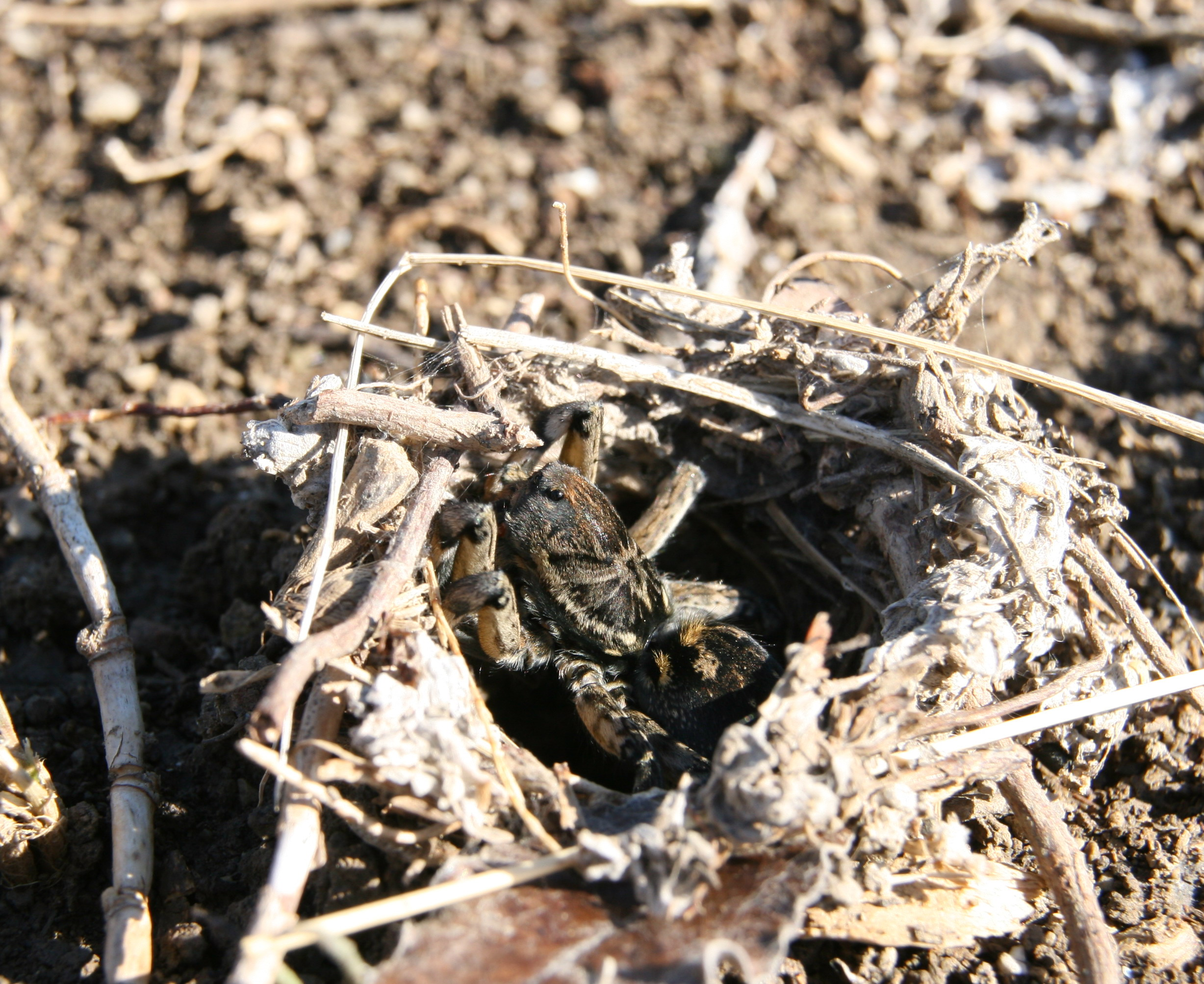
Weibchen von Geolycosa vultuosa am Ausgang seiner Wohnröhre

Verwechslungen der Südrussischen Tarantel mit anderen Spinnen sind aufgrund der beachtlichen Größe vergleichsweise unwahrscheinlich. Eine sehr ähnliche Art ist die gleichfalls zu den Wolfspinnen (Lycosidae) gehörende Geolycosa vultuosa, deren Verbreitungsgebiet von Südosteuropa bis nach Zentralasien reicht und sich somit mit dem der Südrussischen Tarantel großflächig überschneidet. Beide Arten kennzeichnet eine ähnliche Lebensweise und im Falle einer Bedrohung weisen sie markante Drohgebärden auf. Von der Südrussischen Tarantel lässt sich G. vultuosa, abgesehen von der geringeren Körpergröße, die hier höchstens 24 Millimeter beim Weibchen beträgt, durch die ventral gelb-orange gefärbten Patellae und die ventral-proximal (proximal = zur Körpermitte gelegen) sowie distal schwarz gefärbten Tibien unterscheiden. Beide Arten bevorzugen flache Lebensräume, wobei G. vultuosa zusätzlich auch Wiesen im Hügelland, kleinere Erhebungen und darüber hinaus größere Städte bewohnt. Zusätzlich benötigt G. vultuosa eine geringfügig höhere Luftfeuchtigkeit und neigt im Gegensatz zur Südrussischen Tarantel eher dazu, Kolonien zu bilden.

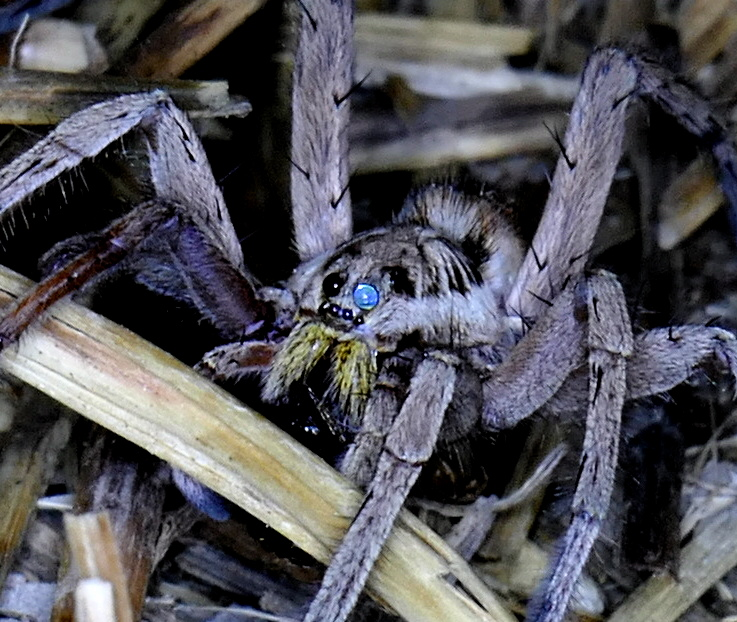
Weibchen der nah verwandten Apulischen Tarantel (Lycosa tarantula)

Es kann außerdem zu Verwechslungen mit anderen Arten der Gattung Lycosa, beispielsweise der im Mittelmeerraum verbreiteten Apulischen Tarantel (L. tarantula) kommen. Von dieser lässt sich die Südrussische Tarantel abgesehen von ihrer geringer ausfallenden Endgröße (max. 30 Millimetern beim Weibchen der Art) und den genitalmorphologischen Merkmalen auch sicher durch ihre Färbung unterscheiden. Die Grundfärbung der Apulischen Tarantel fällt beim Weibchen eher gelblich oder orange und beim Männchen weißgrau aus. Der Carapax der Apulischen Tarantel trägt ein helleres Längsband im Zentrum und an den Flanken je ein weiteres pro Seite. Diese werden wiederum von je einem weiteren dunklen Band auf der Innenseite flankiert. Auf dem Opisthosoma der Apulischen Tarantel ist dorsal ein Längsfleck vorhanden, der auf beiden Seiten in zwei Zacken übergeht, an denen dunkle Winkelflecken münden. Auch die Apulische Tarantel verfügt über Warnfarben, die bei Gefahr präsentiert werden. Bei dieser Art bestehen diese u. a. aus einem schwarzen Querband und der darum herum verlaufenden orangen Färbung. Für den gleichen Zweck sind die Beine der Apulischen Tarantel ventral schwarz-weiß geringelt, dorsal jedoch ziemlich einheitlich grau gefärbt.

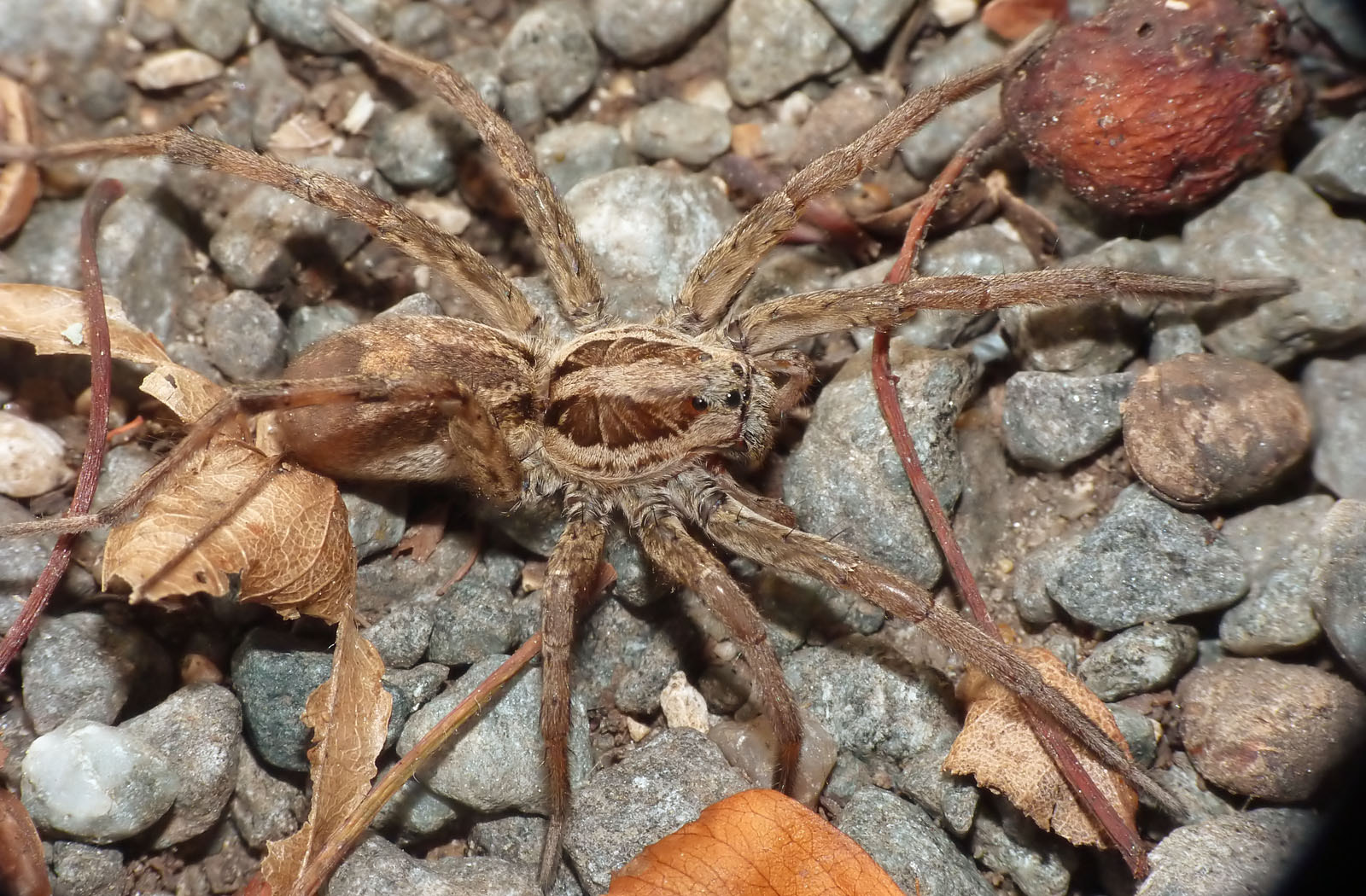
Weibchen der Schwarzbäuchigen Tarantel (Hogna radiata)

Ferner besteht eine Verwechslungsmöglichkeit mit der ebenfalls im Mittelmeerraum vertretenen Schwarzbäuchigen Tarantel (Hogna radiata), die bleibt jedoch mit einer maximalen Körperlänge von 25 Millimetern bei weiblichen Tieren meistens deutlich kleiner als die Südrussische Tarantel bleibt. Auch sie zählt zur Familie der Wolfspinnen. Außerdem ist die Schwarzbäuchige Tarantel deutlich kontrastärmer gezeichnet. Ihr Carapax ist dorsal hellbraun gefärbt und weist zwei schwarze Längsbinden auf, die wiederum über helle Radiärstreifen verfügen. Das Opisthosoma trägt einen dunkleren Lanzettenfleck und auch Winkelflecken, die jedoch wesentlich undeutlicher als bei der Südrussischen Tarantel ausgeprägt sind. Für die Drohgebärde ist die Ventralseite der Schwarzbäuchigen Tarantel gänzlich schwarz gefärbt. Von dieser Eigenschaft rührt der Trivialname der Art.

### Toxikologie
Die Toxikologie (Giftkunde) befasst sich mit der Zusammensetzung von Giftstoffen. Das Gift der Südrussischen Tarantel enthält 0,659 Milligramm an Proteinen pro Milligramm Spinnengift. Darunter befinden sich hochmolekulare Proteine, deren Molekülmassen hauptsächlich im Bereich von 14 bis 31 Kilodalton verteilt sind. Die breitesten Banden, die etwa 80 % der Proteine des Giftes ausmachen, liegen bei etwa 14 bzw. 20 Kilodalton.
Mithilfe der MALDI-TOF-Analyse konnte die Molmassenverteilung der Proteine zwischen 1 und 10 Kilodalton bestimmt werden. Die so erfassten Peptide lassen sich in drei Gruppen einteilen. Die erste Gruppe enthält Peptide mit einem Molekulargewicht von etwa 2 bis 2,5 Kilodalton, also etwa 20 Aminosäuren. Aus cDNA Analysen geht hervor, dass in diesen Proteinen kein Cystein zu finden ist. Dies gilt auch für die linear gebauten Lycoticine 1 und 2 mit Molekularmassen von 1960,49, bzw. 1988,86 Dalton. Beide Peptide weisen eine ähnliche Sequenz auf, lediglich die zweite Aminosäure unterscheidet sich (Lysin bzw. Arginin). Während der Bereich zwischen 2 und 2,5 Kilodalton überdurchschnittlich viele Proteine aufweist, ist der Gewichtsbereich von 3 bis 5 Kilodalton im Gift der Südrussischen Tarantel kaum vertreten. Jedoch findet sich bei 3149,75 Dalton ein weiteres Lycoticin, das Lycoticin 3. Die zweite identifizierte Gruppe umfasst hauptsächlich Peptide mit Molekülmassen im Bereich von 4,8 bis 5,5 Kilodalton. Sie bestehen demnach aus etwa 50 Aminosäureresten und enthalten vier oder fünf Disulfidbrücken. Die dritte Gruppe besteht aus Peptiden in einem Massenbereich von 7 bis 8 Kilodalton, also mehr als 60 Aminosäureeinheiten und mit mehr als 5 Disulfidbrücken. Das Gift der Südrussischen Tarantel unterscheidet sich von dem vieler anderer Spinnen dadurch, dass dieses vergleichsweise wenig Peptide mit Molekularmassen zwischen drei und fünf Dalton aufweist. Bei den Giften anderer Spinnen bilden Peptide in diesem Massenbereich den Hauptbestandteil ihrer Gifte. Jedoch hat das Lycoticin 3 eine strukturelle Verwandtschaft zum Lycotoxin II der Lycosa carolinensis.
Aus Analysen von cDNA-Bibliotheken aus den Giftdrüsen der Südrussischen Tarantel geht hervor, dass das Gift mehr als 200 toxinähnliche Peptid- bzw. Aminosäuresequenzen verfügt.

#### Pharmakologische Charakterisierung des Gifts
Die Pharmakologie befasst sich mit der Wechselwirkung zwischen Stoffen und Lebewesen. Als man bei Versuchen Labormäusen eine Menge von 200 µg Toxinen pro Milliliter verabreichte, konnte die elektrisch stimulierte Kontraktion der Zwerchfellpräparation des phrenischen (im Zwerchfell gelegenen) Nervs der Mäuse nicht blockiert werden. Bei weiteren Versuchen mit Ratten zeigte das Gift eine geringe Wirkung auf die Zuckungsreaktion von deren Samenleitern. Auch eine an Ratten verabreichte Konzentration von 200 µg pro Milliliter Gift resultierte nur in einer teilweise stattfindenden und 20 Minuten andauernden Hemmung der Zuckungsreaktion der Versuchstiere. Anders verhielt es sich bei Mäusen und Ratten, denen das Gift der Vogelspinnenart Ornithoctonus huwena in der gleichen Konzentration verabreicht wurde. Das Ergebnis hier war, dass die Zuckungsreaktion des Nerven-Zwerchfell-Präparats der Mäuse oder der Samenleiter der Ratten viel schneller blockiert wurden. Die Versuchstiere waren mit denen, denen das Gift der Südrussischen Tarantel verabreicht wurden, identisch. Deutlich aussagekräftigere Resultate erzielten Versuche mit Kröten, denen Gift der Südrussischen Tarantel injiziert wurde. Hier übte das Gift einen großen Einfluss auf die bei den Herzen der Kröten stattfindende Muskelkontraktion, bzw. bei einer Verabreichung von 100 µg Toxinen pro Milliliter des Spinnengifts wurden Rate und Stärke des Herzschlags der Kröten stark erhöht. Deshalb wird vermutet, dass das Gift der Südrussischen Tarantel kardiotonisch (den Herzschlag betreffend) wirkende Bestandteile enthält.
Gegenwärtig werden kardiotonische Mittel auf der Grundlage ihrer subzellulären Wirkmechanismen in drei Klassen eingeteilt. Bei diesen handelt es sich um Mittel, die über vorgeschaltete Mechanismen (Calcium-Mobilisatoren) sowie zentrale und nachgeschaltete Mechanismen (Calcium-Sensibilisatoren) Wirkung erzielen. Es wird durch diese Mittel ein positiver inotropen Effekt induziert, indem sie intrazelluläres Calcium sowie die Calcium-Ionenkonzentration erhöhen. Die hämolytische Aktivität (Auflösung von roten Blutkörperchen, bzw. Erythrozyten) des Spinnengiftes konnte unter Verwendung frischer menschlicher Erythrozyten bestätigt werden. Dazu muss die mittlere effektive Konzentration (EC50) an Peptiden 1,25 Milligramm pro Milliliter Gift betragen.
Seit 2004 ist bekannt, dass das Gift der Südrussischen Tarantel antimikrobielle (gegen bakterielle Erreger wirkende) Peptide, die sogenannten Lycocitine 1, 2 und 3 enthält, die demzufolge Wachstum von grampositiven und gramnegativen Bakterien sowie Pilzen in mikromolaren Konzentrationen hemmen können. 2009 wurde außerdem bei Versuchen, die sich diesem Thema widmeten, festgestellt, dass von diesen Peptiden die Zellstämme beeinflusst werden, dafür am anfälligsten sind. Davon betroffen sind besonders Bacillus subtilis (Heubazillus) und verschiedene Staphylokokken (Staphylococcus), bei denen das Wachstum bei einer Zugabe von drei Milligram an Peptiden pro verabreichten Milliliter Gift stark gehemmt wurde. Zusätzlich wirkte das Gift effektiv gegen Corynebacterium glutamicum und Micrococcus luteus, allerdings schwach gegen den Hefepilz Candida albicans. Im Gegensatz dazu hat das Gift schon bei einer hohen Konzentration von 12 Milligramm an Peptiden je verabreichten Milliliter Gift keine nachweisbare Wirkung auf die Bakterien Escherichia coli (Kolibakterium) und die Backhefe (Saccaromyces cerevisae).
In der Vergangenheit wurden viele antimikrobielle Peptide aus Spinnengiften identifiziert, darunter Lykotoxine I und II aus dem der Art Hogna carolinensis, die wie die Südrussische Tarantel ebenfalls zur Familie der Wolfspinnen zählt. Bei beiden Toxinen handelt es sich um lineare antimikrobielle Peptide, die eine für porenbildende Peptide typische amphipathische α-Helix-Struktur besitzen. Ihr Porenbildungsmechanismus wurde weiter durch ihren fördernden Ausfluss von Calcium-Ionen aus Synaptosomen (isolierte Strukturen vom Neuronen, bzw. Nervenzellen) bestätigt. Eine gleiche Wirkung erzielen die Cupiennine aus dem Gift der zu den Fischerspinnen (Trechaleidae) zählenden Großen Wanderspinne (Cupiennus salei) und die im Gift der zur Familie der Luchsspinnen (Oxyopidae) zählenden Art Oxyopes kitabensis enthaltenen Oxyopinine. Sieben neue kurze lineare antimikrobielle und zytolytisch wirkende (zellauflösende) Peptide, sogenannte Latarcine wurden aus dem Gift der Spinnenart Lachesana tarabaevi, die zur Familie der Ameisenjäger (Zodariidae) gezählt wird, entdeckt. Fünf neue Peptide, die eine große strukturelle Ähnlichkeit mit den analysierten Latarcinen aufweisen, konnten überdies mithilfe von Expressed Sequence Tags (kurze DNA-Sequenzen) für die Giftdrüse der Art vorhergesagt werden.
Diese Peptide aus Spinnengiften zählen zu den linearen, kationischen (die positiv geladenen Kationen enthaltenden), α-helikalen und antimikrobiellen Peptiden. Gemeinsamkeiten dieser antimikrobiellen Peptide sind die Hemmung des mikrobiellen Wachstums bei niedrigen mikromolaren Konzentrationen und die Bildung einer amphipathischen (sowohl wasserliebende genauso wie lipophile, d. h. in Ölen und Fetten lösliche) und kationische helikale (spiralförmige) Bildung in hydrophoben bzw. wasserabweisenden Umgebungen. Mittlerweile wurde eine große Anzahl von antimikrobiellen Peptiden, einschließlich linearer kationischer α-helikaler antimikrobieller Peptide, sowohl bei Tieren als auch bei Pflanzen entdeckt. Diese meistens aus 12 bis 45 Aminosäuren bestehenden Peptiden nehmen eine wichtige Rolle im angeborenen Immunsystem der meisten lebenden Organismen ein. Der Großteil von ihnen kann Mikroorganismen mit den folgenden vier Merkmalen abtöten:
- Selektive Toxizität
- Schnelles Abtöten
- Breite antimikrobielle Spektren
- Keine Resistenzentwicklung

#### Aufbau der Giftdrüsen
Der allgemeine Aufbau der Giftdrüsen der Südrussischen Tarantel entspricht denen anderer Spinnen. Die beiden paarweise angelegten Drüsen befindet sich im in dorsaler Lage vorderen Teil des Prosomas und sind durch schlauchartige Kanäle mit den Cheliceren verbunden. Dabei verfügt jede der beiden Drüsen über einen Kanal. Die Giftdrüsen weisen ähnliche Größen auf und haben eine langgestreckte sowie sackförmige Gestalt. Ihre Länge beträgt etwa vier Millimeter, womit sie sich vom Zentralbereich des Prosomas bis zum basalen Bereich der Cheliceren erstrecken. Der distale Teil einer einzelnen Giftdrüse ist breiter als der proximale und in der Mitte befindet sich ein großes Lumen (Hohlraum). Die Giftdrüsen sind von einer dicken Muskelschicht umgeben, deren Bündel unregelmäßig angelegt und deutlich erkennbar sind. Diese Muskelbündel bedecken in spiral verlaufender Formation die Drüsen und enden im ersten Teil der Giftgänge. Durch sie wird die Entladung von Gift und somit auch die Nutzung der Cheliceren seitens der Spinne möglich.

## Vorkommen

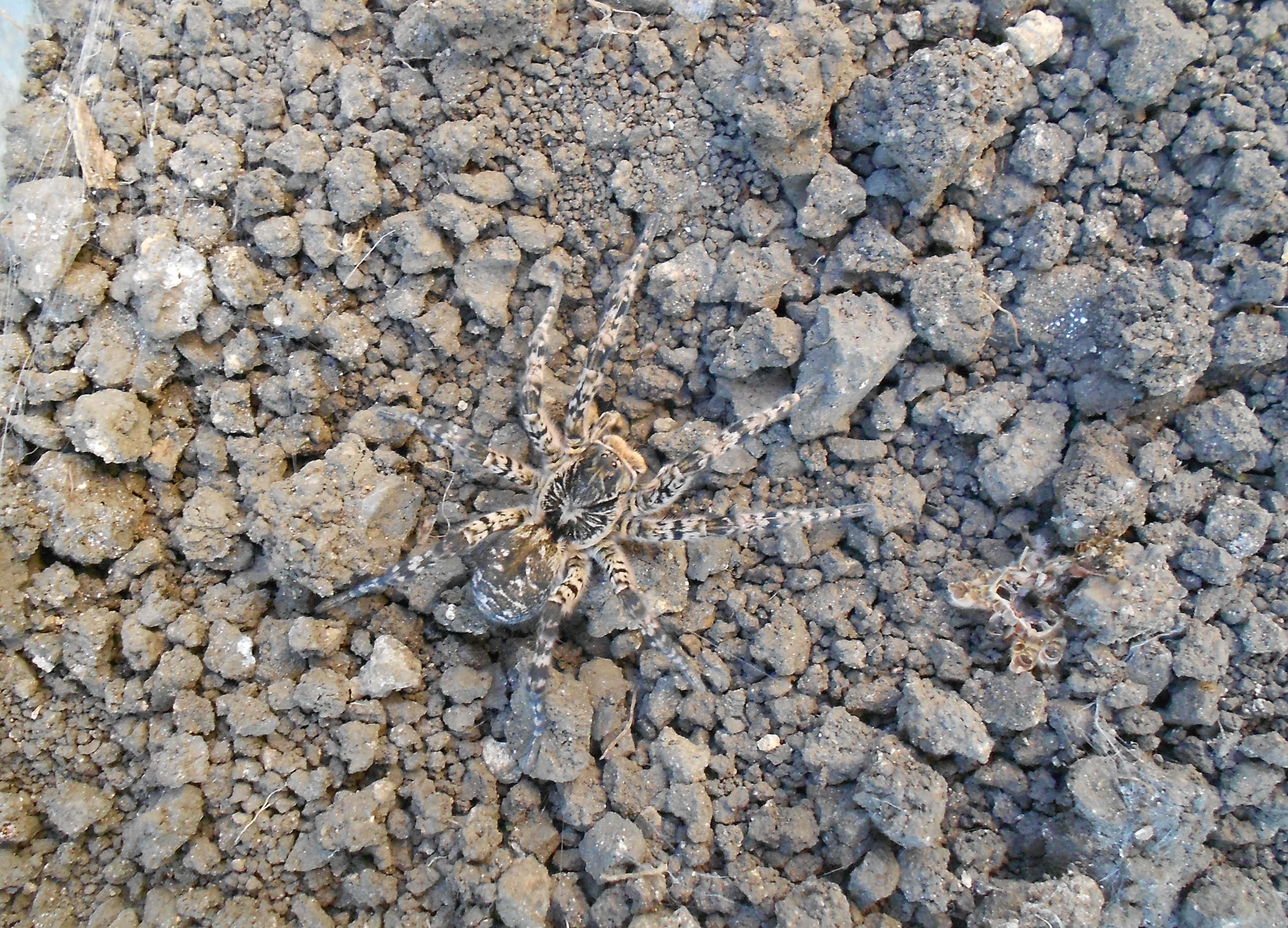
Gut getarntes Männchen auf einer künstlichen Steinfläche, gefunden in der moldauischen Stadt Bălți.

Das Verbreitungsgebiet der Südrussischen Tarantel erstreckt sich größtenteils über die Eurasische Steppe. Es beginnt demzufolge im Westen Mitteleuropas, wo die Art in Österreich, Tschechien, der Slowakei, Ungarn, und Slowenien nachgewiesen wurde. In Osteuropa kommt die Spinne nachweislich in der Ukraine, in Belarus und in dem zentralen, dem südlichen und dem östlichen europäischen Teil Russlands vor. In Südosteuropa konnten Funde der Südrussischen Tarantel bisher in den Staaten Bosnien und Herzegowina, Serbien, Bulgarien, Rumänien und in der Republik Moldau verzeichnet werden.
Dem Verlauf der Steppe folgend kommt die Südrussische Tarantel auch im asiatischen Teil der Türkei und in Kaukasien vor, wobei aus Armenien keine Nachweise vorliegen. Auch in den Teilen Zentralasiens, dem Iran und Chinas, durch die die Eurasische Steppe verläuft, ist die Art präsent. Ihr Vorkommen endet östlich in Korea.
Aktuell mehren sich beim Naturschutzbund Österreich Meldungen zu Sichtungen der Südrussischen Tarantel in Österreich. Die Spinnenart verirrt sich derzeit verstärkt in Gärten oder Garagen, teilweise auch in Häuser. Der Naturschutzbund Österreich bittet, Beobachtungen dieser Spinnenart zu teilen, um mehr über die Verbreitung des seltenen Tiers zu erfahren und es folglich besser schützen zu können.

### Lebensräume
Die Südrussische Tarantel bewohnt als Steppenart schwach bewachsene, sandige Gebiete mit wenig Vegetation und bevorzugt dabei solche mit salzhaltigen Böden. Darüber hinaus existieren Sichtungen der Art aus Agrarflächen.
Von der Südrussischen Tarantel werden Wälder hingegen gänzlich gemieden. Gleiches trifft auf ansonsten geeignete Flächen mit einem zu großen Schottergehalt im Bodengrund zu. Flächen, deren Salzgehalt abnimmt oder wo eine starke Zunahme der Vegetation zu vermerken ist, weisen eine geringere Besiedlung auf.

### Ausbreitung in Mitteleuropa
Der erste Nachweis der Südrussischen Tarantel in Mitteleuropa erfolgte im Jahr 1888. Seitdem verbreitete sich die Art bis in die 1940er Jahre in Richtung Nordwesten, insbesondere in den Flussregionen. Seither trat jedoch ein bis heute anhaltender erheblicher Rückgang der Art in diesen Gebieten ein. So waren etwa im Gebiet der einstigen Tschechoslowakei 1992 nur noch zwei Fundstellen belegt. Allerdings hat sich zumindest im heutigen Tschechien die Gesamtsituation verbessert. Als Ursache für den Rückgang der Art in Mitteleuropa werden Begradigungen von Flüssen und das Schwinden von geeigneten Biotopen an den Ufern in Betracht gezogen.

### Vorkommen in Österreich und Schutzmaßnahmen

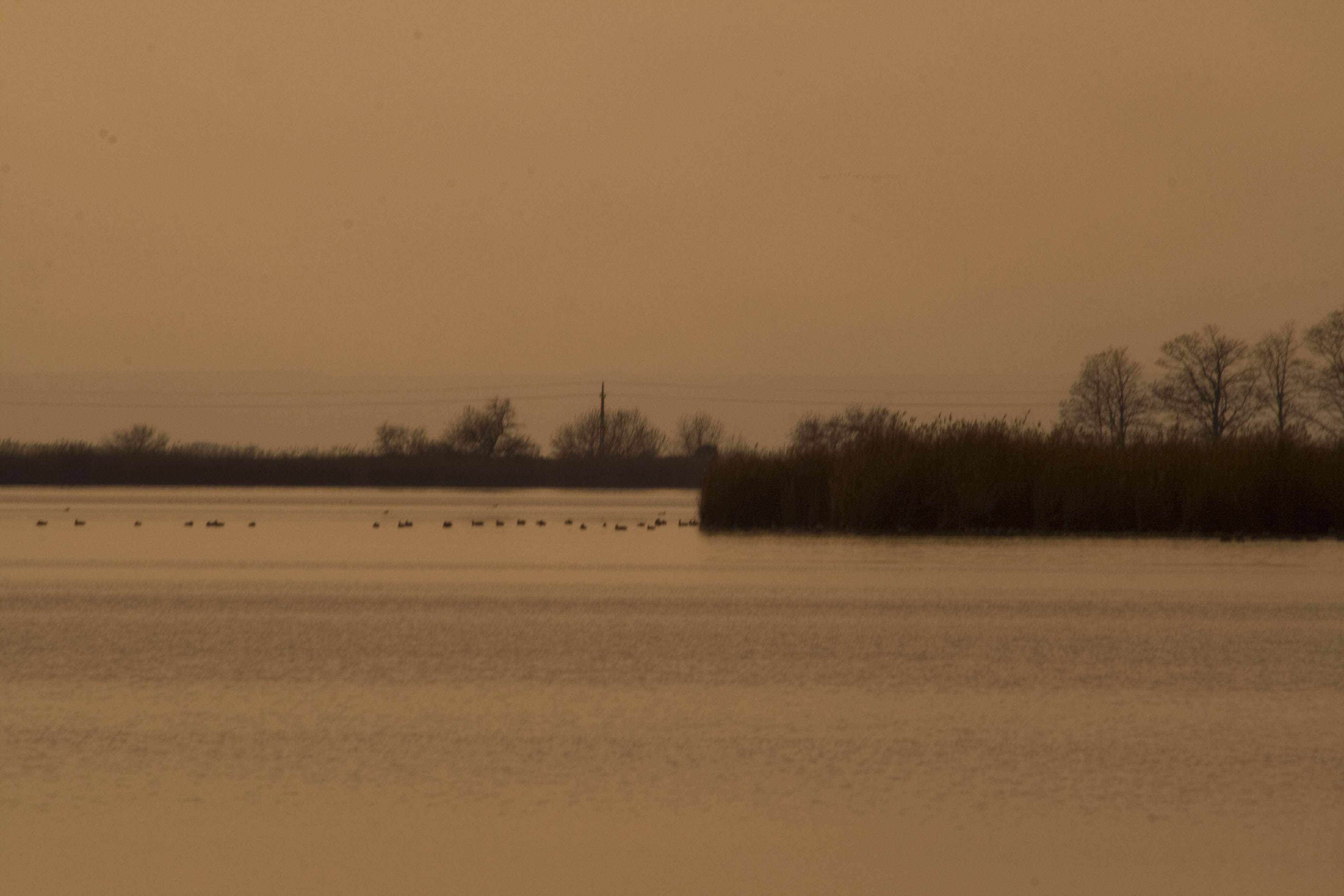
Beim Geiselteller, dem Kirchsee und dem hier abgebildeten Zicksee bei Illmitz liegt das Hauptverbreitungsgebiet der Südrussischen Tarantel im Seewinkel.

Die Südrussische Tarantel kommt im Seewinkel im österreichischen Burgenland vor, wobei das Gebiet auch ihre belegte westliche Verbreitungsgrenze ist. Berichten zufolge wurde die Art allerdings auch weiter westlich im niederösterreichischen Marchfeld, in Bad Vöslau und im Tullnerfeld gefunden. Ihr Vorkommen soll angeblich bis nach Krems an der Donau reichen. In Wien gibt es Funde von wärmeren Standorten auf der Simmeringer Haide und am Laaer Berg.

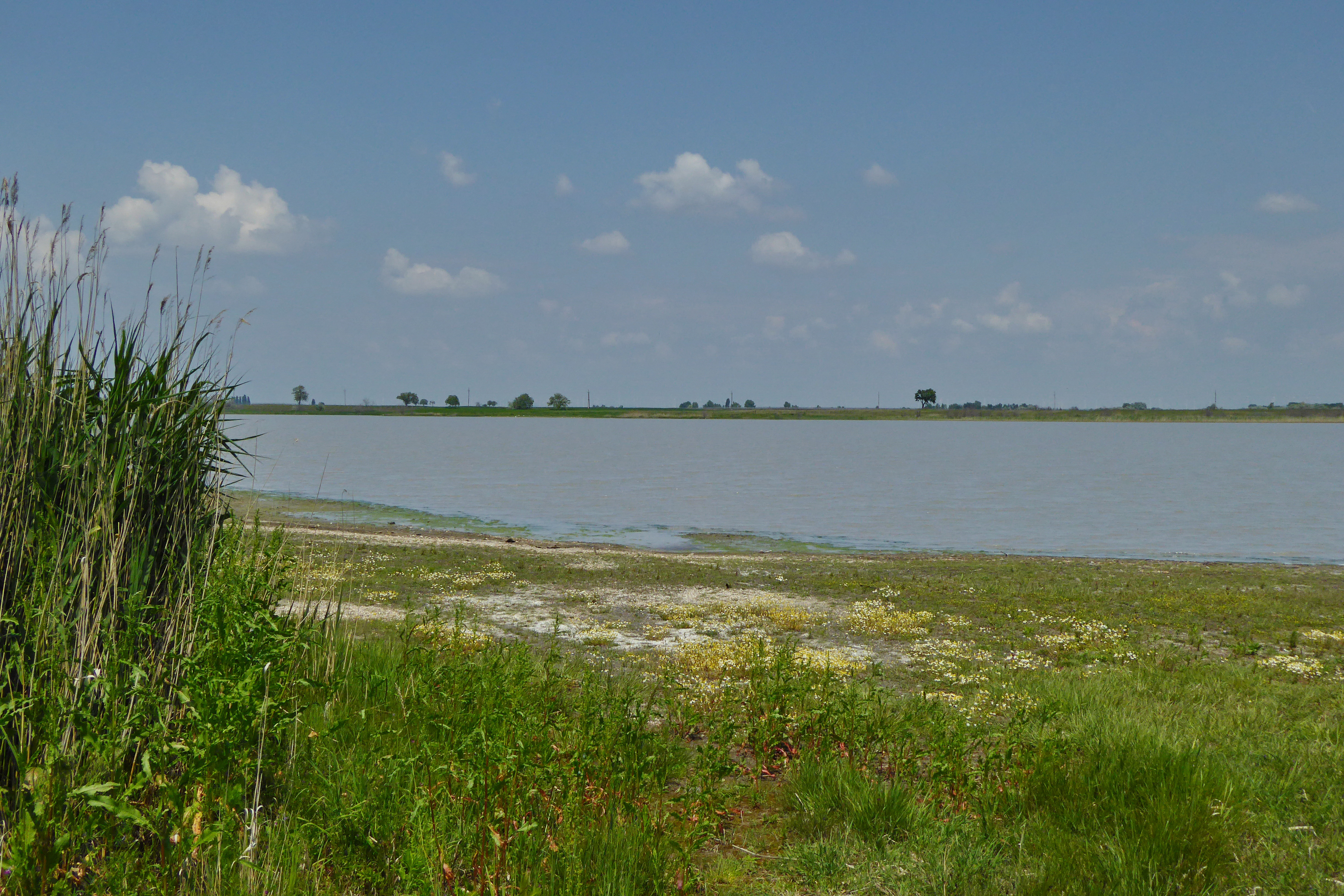
Sandige, offene und vegetationsarme Steppengebiete wie hier das Ufer der Ochsenbrunnlacke in der Kulturlandschaft Fertő/Neusiedler See (Burgenland in Österreich) werden von der Südrussischen Tarantel bewohnt.

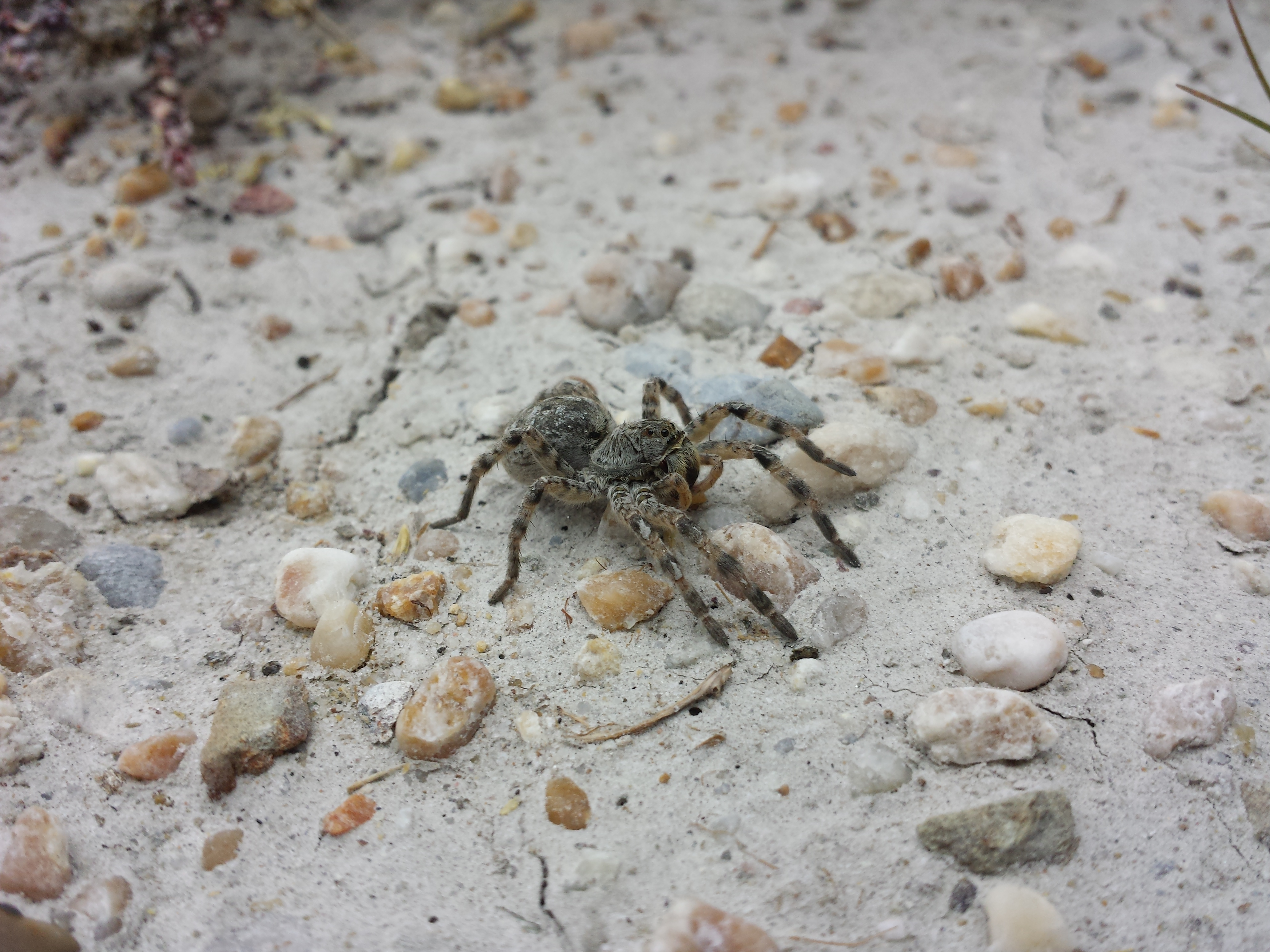
Weibchen bei der Sechsmahdlacke bei der im Bezirk Neusiedl am See (Burgenland, Österreich) gelegenen Marktgemeinde Apetlon.

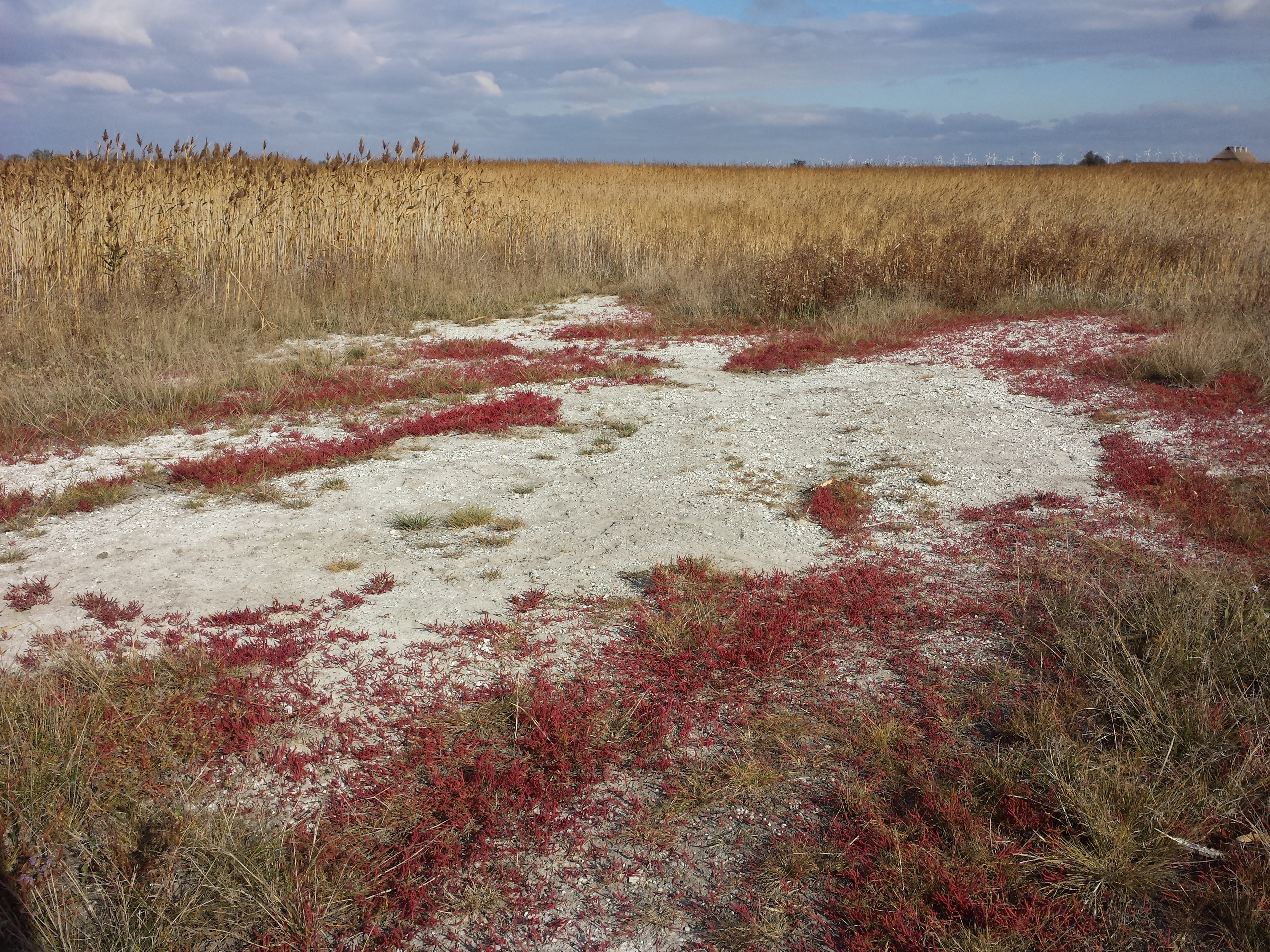
Von Pflanzen des Europäischen Quellers (Salicornia europaea) umgebene Sandfläche bei der Legerilacke im Norden von Podersdorf am See.

Das Vorkommen der Art am Seewinkel wird durch zwei unterschiedliche Habitate bestimmt. Diese befinden sich einerseits an den Ufern der in diesen Gebieten befindlichen Salzlacken, die einen großen Salzgehalt aufweisen. Zusätzlich kommt die Art auf beweideten Trockenrasen vor. Aufgrund ihrer Bedeutung und der Aufmerksamkeit, die sie auf die Spinnenfauna lenkt, wird sie als Flaggschiff-Art im Seewinkel betrachtet.
Der Hauptverbreitungsschwerpunkt im Seewinkel liegt am Geiselteller, am Zicksee und am Kirchsee. Diese bei der Marktgemeinde Illmitz gelegenen Biotope gehören zur Kulturlandschaft Fertő/Neusiedler See und zeichnen sich durch eine Vielzahl an Trocken-, Steppen- und Salzflächen aus. Bedingt durch die eher geringen Eingriffe in diese Lebensräume durch Menschenhand und durch den gegebenen Schutzstatus ist die Fundrate der Südrussischen Tarantel dort hoch.
Ein weiterer Verbreitungsschwerpunkt ist nahe der Legerilacke nördlich von Podersdorf am See, der das dichteste Vorkommen aufweist. Dieses verteilt sich auf drei Kolonien, die weiter entfernt von den übrigen Vorkommen der Südrussischen Tarantel im Seewinkel liegen. Die dort von der Spinne bewohnten Gebiete, die aus mit Soden bewachsenen Flächen bestehen, sind aber von dichten Beständen von Schilfrohr und Arten der Straußgräser umgeben. Das Befahren mit Schilfschneidemaschinen und der fehlende Schutzstatus allgemein sind Probleme für die Bestände der Südrussischen Tarantel an diesem Standort.

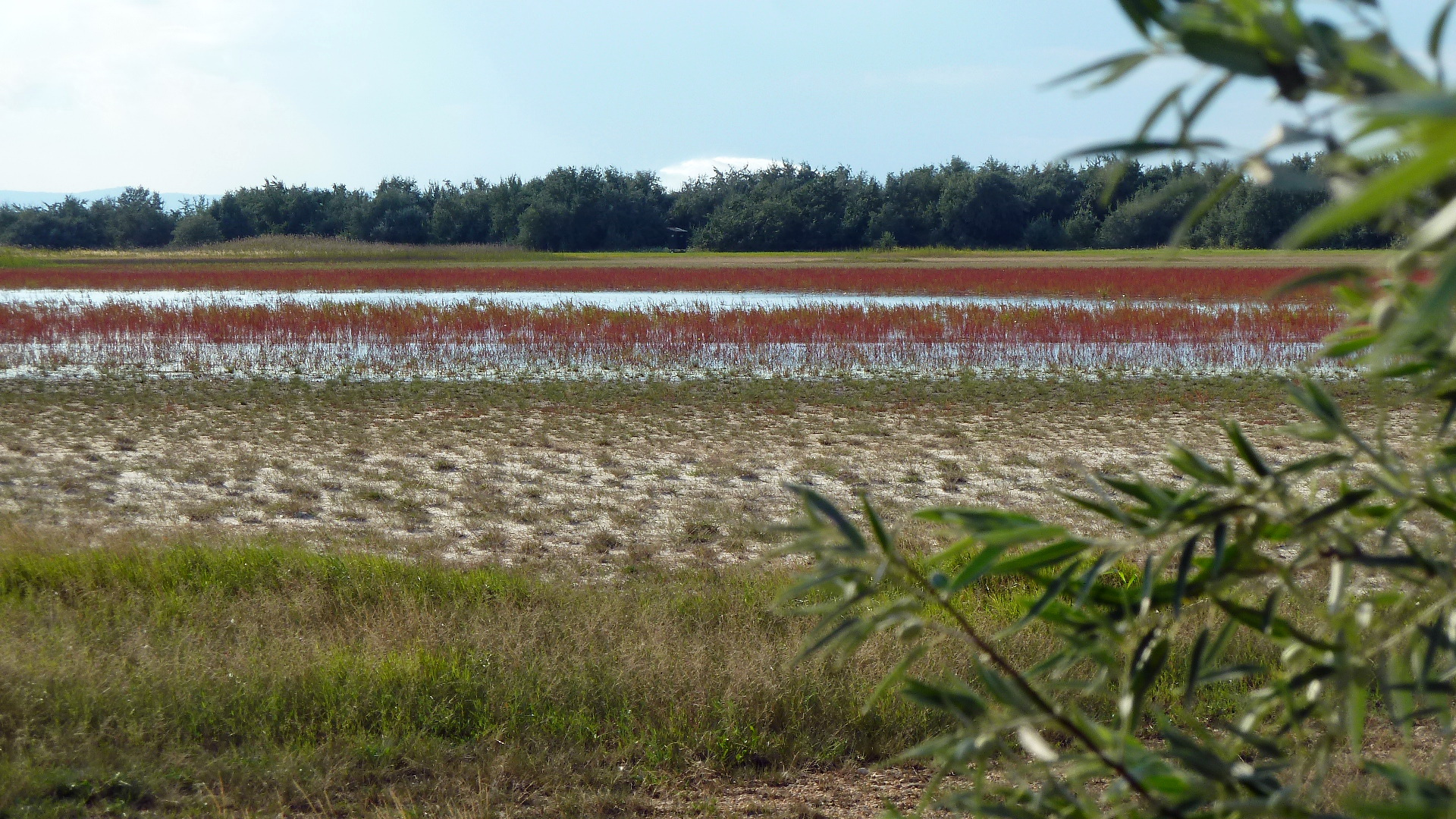
An der Großen Neubruchlacke, der Ochsenbrunnlacke und der hier abgebildeten Birnbaumlacke im Zentrum des Seewinkels wird die Südrussische Tarantel zunehmend seltener.

Der dritte Verbreitungsschwerpunkt befindet sich im Zentrum des Seewinkels, umgeben von der Birnbaumlacke, der Ochsenbrunnlacke und der Großen Neubruchlacke. Die Birnbaumlacke und die Ochsenbrunnlacke waren einst die Salzlacken im Seewinkel mit dem höchsten Salzgehalt. Gerade in der Birnbaumlacke lässt sich aber, bedingt durch einen in den 1970er-Jahren errichteten Damm im Gewässer, eine Minderung des Salzgehaltes an dessen Ufern feststellen. Die Grundwassersituation im Zentrum des Seewinkels begünstigt allgemein eine Entsalzung der dortigen Salzlacken. Die Große Neubruchlacke ist die einzige dort befindliche Salzlacke, die noch einen hohen Salzgehalt aufweist. Die wachsenden Flächen an Schilfrohr und Straußgräsern, zusätzlich zu den bereits sehr hohen Beständen des Neusiedlersee-Salzschwaden (Puccinellia peisonis), führen zu schwindenden Beständen verschiedener Laufkäfer und anderer Gliederfüßer, einschließlich der Südrussischen Tarantel. Diese Zusammenhänge weisen darauf hin, dass wie bei anderen Salzlacken des Seewinkels hier die Salzkonzentration im Wasser der Großen Neubruchlacke abnimmt. Die bereits kleinen Bestände der Südrussischen Tarantel bei den östlichen Salzlacken mindern sich weiterhin und ein endgültiges Verschwinden der Art in diesem Gebiet ist nicht auszuschließen. Das Vorkommen der Südrussischen Tarantel ist hier nur durch die landwirtschaftliche Bewirtschaftung dieser Habitate durch Menschenhand gesichert. An der Birnbaumlacke und Ochsenbrunnlacke werden die Uferwiesen im Frühjahr gemäht, während an der Großen Neubruchlacke eine Beweidung stattfindet.
Einstige Funde am Albersee, südwestlich der Birnbaumlacke, am Oberen Stinkersee und am Xixsee ließen sich im Nachhinein nicht bestätigen. Dies kann daran liegen, dass an diesen Gewässern mittlerweile keine für die Art geeigneten Habitate durch menschliche Einwirkung zurückgingen. Außerdem sind einige der Salzlacken mittlerweile gänzlich verschwunden und mit ihnen vermutlich Populationen der Südrussischen Tarantel. Genaue Analysen zur Etablierung der Art im Seewinkel sind allerdings schon mangels Kenntnissen über das Ausbreitungsverhalten der Südrussischen Tarantel nicht möglich. Außerdem wurden oft aus anderen Gebieten eingewanderte Individuen und Jungtiere gesichtet. Ein Näherrücken in den Uferbereich der Salzlacken ist ebenfalls ungünstig, da dort durch Wasserübertritt die Unterschlüpfe der Spinnen überflutet werden können.
Als Schutzmaßnahme der Art im Seewinkel wird neben der Erweiterung von Schutzzonen in geeigneten Habitaten eine Beweidung und das Zurückdrängen von massenhaften Beständen des Schilfrohrs und der Straußgräser empfohlen.

## Lebensweise

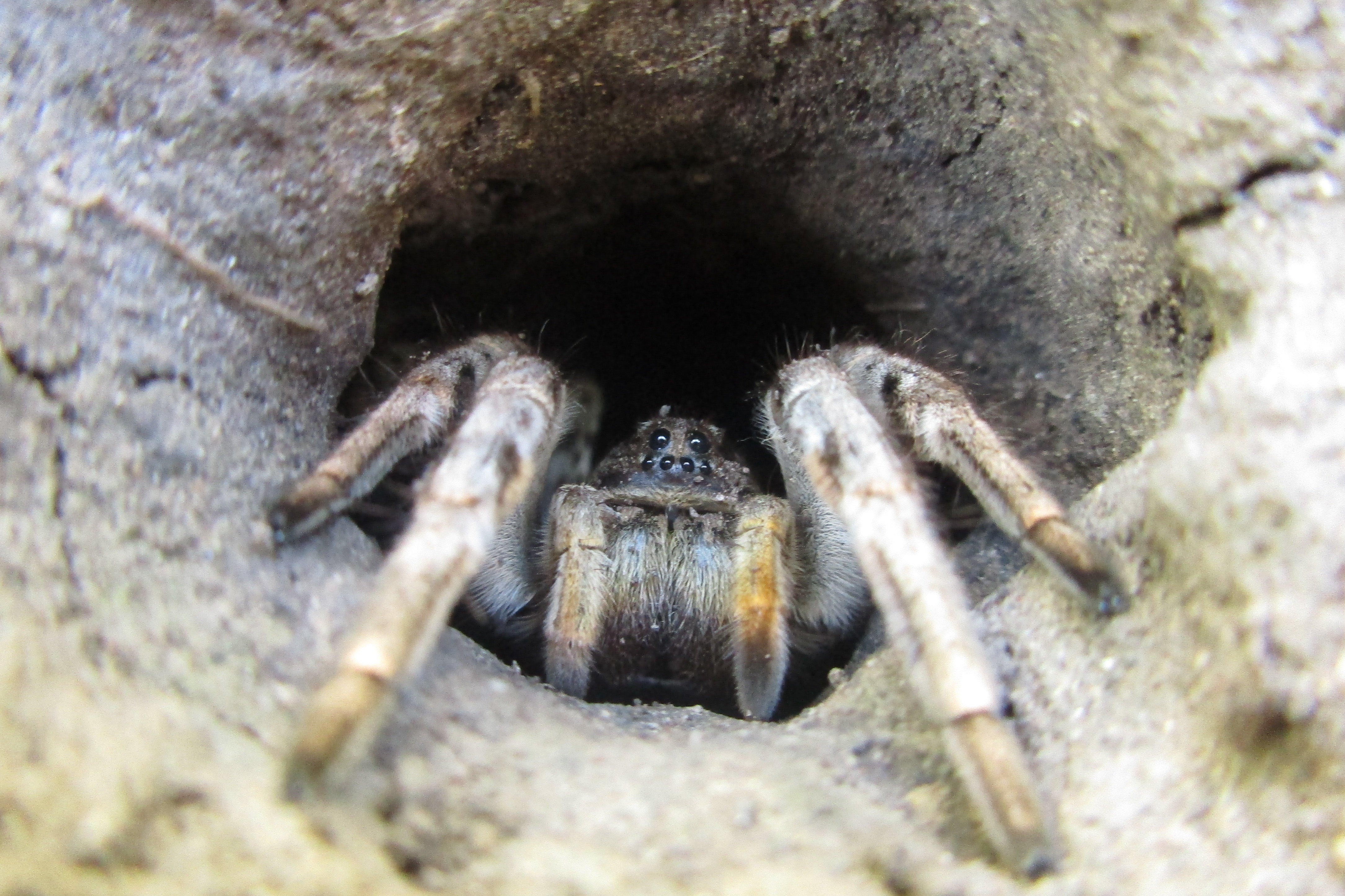
Weibchen tagsüber am Ausgang ihrer Wohnröhre

Die Lebensweise der Südrussischen Tarantel entspricht der anderer Arten der Gattung Lycosa und ähnelt somit der der nah verwandten Apulischen Tarantel (L. tarantula). Wie diese gräbt die Südrussische Tarantel Wohnröhren, die als Aufenthaltsort der nachtaktiven Spinne am Tag dienen und in dieser Zeit selten verlassen werden. Sollte die Spinne am Tag unterwegs sein, was bei den ausgewachsenen Spinnen selten der Fall ist, zieht sie sich schon bei leichten Erschütterungen wieder in ihren Unterschlupf zurück. Im Frühjahr ist die Art aber vermehrt tagsüber am Ausgang der Röhrenmündung vorfindbar, wo sie sich dann sonnt. In der Nacht verlässt sie die Wohnröhre und begibt sich auf die Suche nach Beutetieren. Jungtiere halten sich tagsüber häufiger außerhalb ihrer Unterschlüpfe auf.
Die Südrussische Tarantel ist wie einige andere Wolfspinnen dank ihrer dichten Haarpolster, die der Spinne hydrophobe (wasserabweisende) Eigenschaften verleihen, in der Lage zu schwimmen. Sie kann damit auch problemlos größere Flüsse überqueren. Es wurde festgestellt, dass die Art bis zu einer Woche auf der Wasseroberfläche verweilen kann. Ebenso ist es der Südrussischen Tarantel möglich, selbst dann für längere Zeit in ihrer Wohnröhre zu verweilen, wenn diese überschwemmt wird.

### Röhrenbau

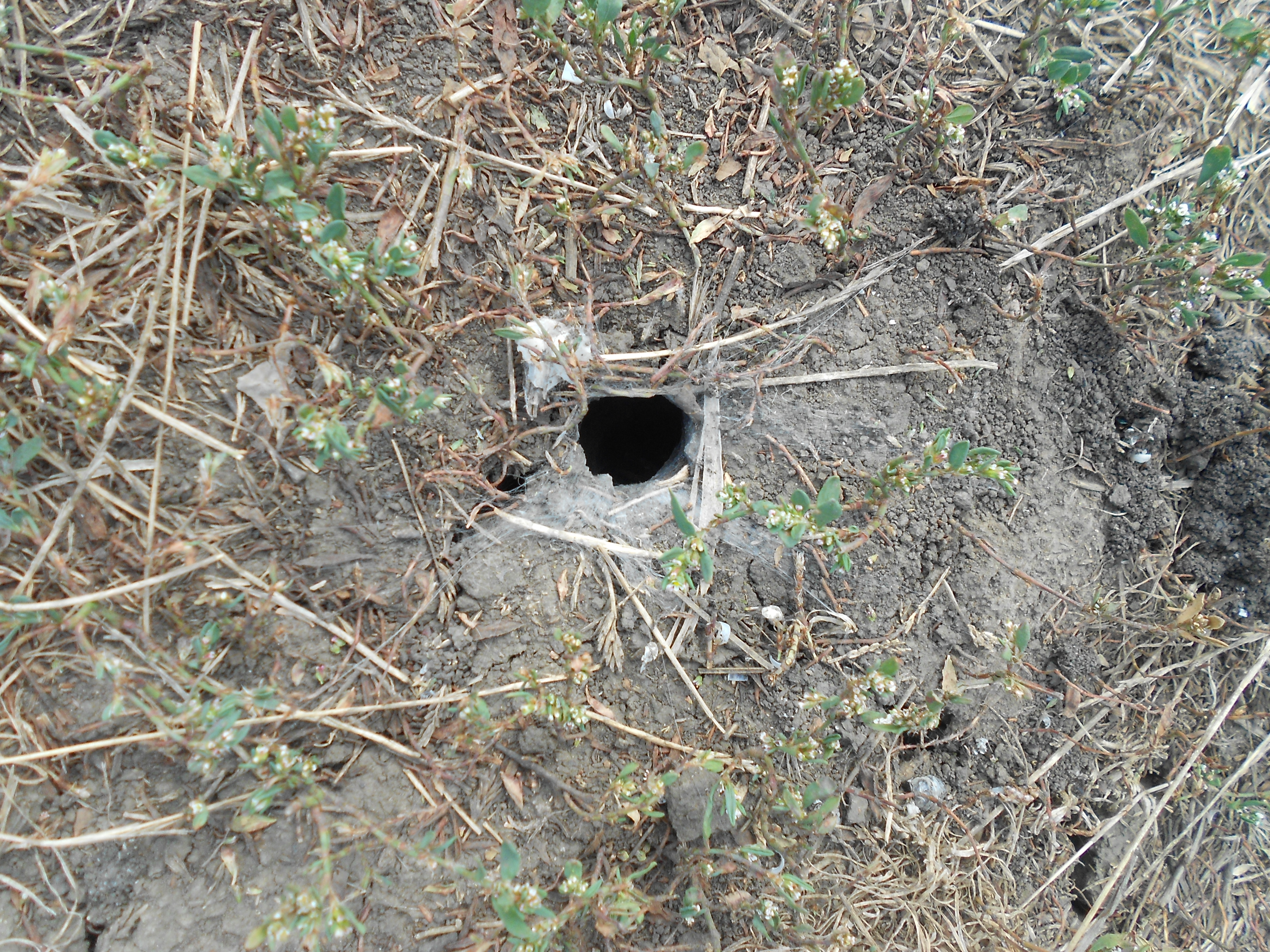
Wohnröhre der Südrussischen Tarantel

Die selbstgegrabene und mit einem Gespinst ausgekleidete Wohnröhre der Südrussischen Tarantel kann eine Tiefe von bis zu maximal 60 Zentimetern aufweisen. Bedingt durch verschiedene Hindernisse im Bodengrund wie Steine und Wurzeln kann die Röhre einen gekrümmten Verlauf aufweisen. Im Bereich der Öffnung beträgt der Durchmesser maximal 3,5 Zentimeter. Die Mündung ist kragenförmig ausgelegt, stark mit Spinnseide verwoben und mit Gräsern und Erdklumpen versehen.
Der Aufbau ist sowohl vom Stadium der Spinne als auch von der Jahreszeit abhängig. Bereits die Jungtiere graben Wohnröhren, die aufgrund der geringeren Größe der Tiere flacher ausfallen und einen geringeren Durchmesser (anfangs von 8 bis 12 Millimetern) aufweisen. Im Herbst bauen die jungen ausgewachsenen Spinnen eine Wohnröhre mit einem Durchmesser von zwei und einer Tiefe von rund 15 Zentimetern. Vor der Überwinterung wird die Mündung mit Erde vollständig verschlossen. Außerdem wird die Röhre in dieser Zeit vertieft. Im darauf folgenden Frühjahr wird die Erdröhre wieder freigelegt und teilweise erneuert. Bei Kälteperioden wird sie aber ebenfalls wieder verschlossen, obgleich dann der obere Teil anders als bei der für die Überwinterung durchgeführten Verschließung freibleibt. Der Durchmesser der Röhre beträgt in dieser Zeit 1,5 bis 3,5 Zentimeter. Trächtige Weibchen verschließen die Mündung kurz vor dem Kokonbau erneut, was in diesem Fall mit einem kuppelartigen Gebilde aus Spinnseide, Erdpartikeln und Pflanzenmaterial geschieht. Nach der Kokonherstellung wird sie wieder geöffnet.

### Jagdverhalten und Beutespektrum

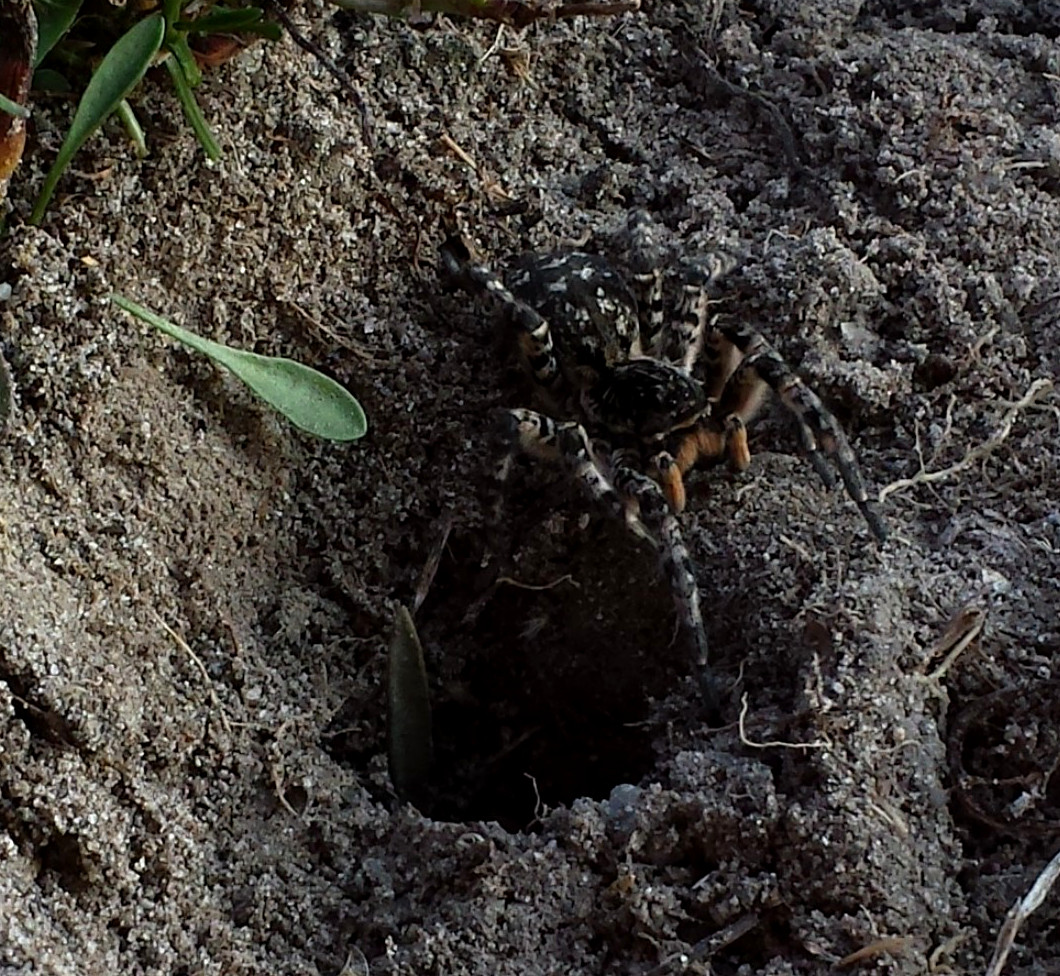
Weibchen außerhalb seiner Wohnröhre auf der Suche nach Beutetieren

Die Südrussische Tarantel jagt entsprechend ihrer Aktivitätszeit nachts, bevorzugt aber in der Dämmerung. Wie der Großteil der Wolfspinnen jagt auch diese Art ohne ein Spinnennetz, sondern freilaufend als Lauerjäger. Nach dem Verlassen des Unterschlupfes sucht die Spinne Stellen auf, die sich für die Lauer auf Beutetiere eignen. Diese werden wie bei Wolfspinnen üblich mithilfe der gut entwickelten Augen wahrgenommen und, sobald diese in Reichweite gelangen, direkt angesprungen, was aus wenigen Zentimetern Abstand geschehen kann. Ein mittels der Cheliceren versetzter Giftbiss macht das Beutetier flucht- und wehrunfähig.
Das Beutespektrum der Südrussischen Taranteln setzt sich überwiegend aus anderen Gliederfüßern zusammen, darunter viele Käferarten, die ebenfalls in Steppen leben. Auch größere, wehrhafte Vertreter dieser Ordnung, etwa verschiedene Blatthornkäfer (Scarabaeidae) oder Sandlaufkäfer (Cicindelinae) fallen der Spinne regelmäßig zum Opfer. Außerdem zählen Heuschrecken zu den häufigeren Beutetieren der Art. Ferner ist es der Art aufgrund ihrer für Spinnen großen Dimension möglich, kleinere Wirbeltiere zu erbeuten. So wurde schon der Fang von Jungtieren der Zauneidechse (Lacerta agilis) dokumentiert.
Reste von verspeisten Beutetieren, vorzugsweise die Exoskelette der von der Spinne ausgesogenen Gliederfüßer, sind oftmals an der Röhrenmündung zu finden und deuten auf eine von einem Individuum der Südrussischen Tarantel genutzten Wohnröhre hin.

### Lebenszyklus und Phänologie
Der Lebenszyklus gliedert sich wie bei anderen Spinnen in mehrere Abschnitte, deren Auftreten von den Jahreszeiten bestimmt wird. Gleiches trifft auf die Aktivitätszeit der jeweiligen Stadien zu.

#### Balz und Paarung

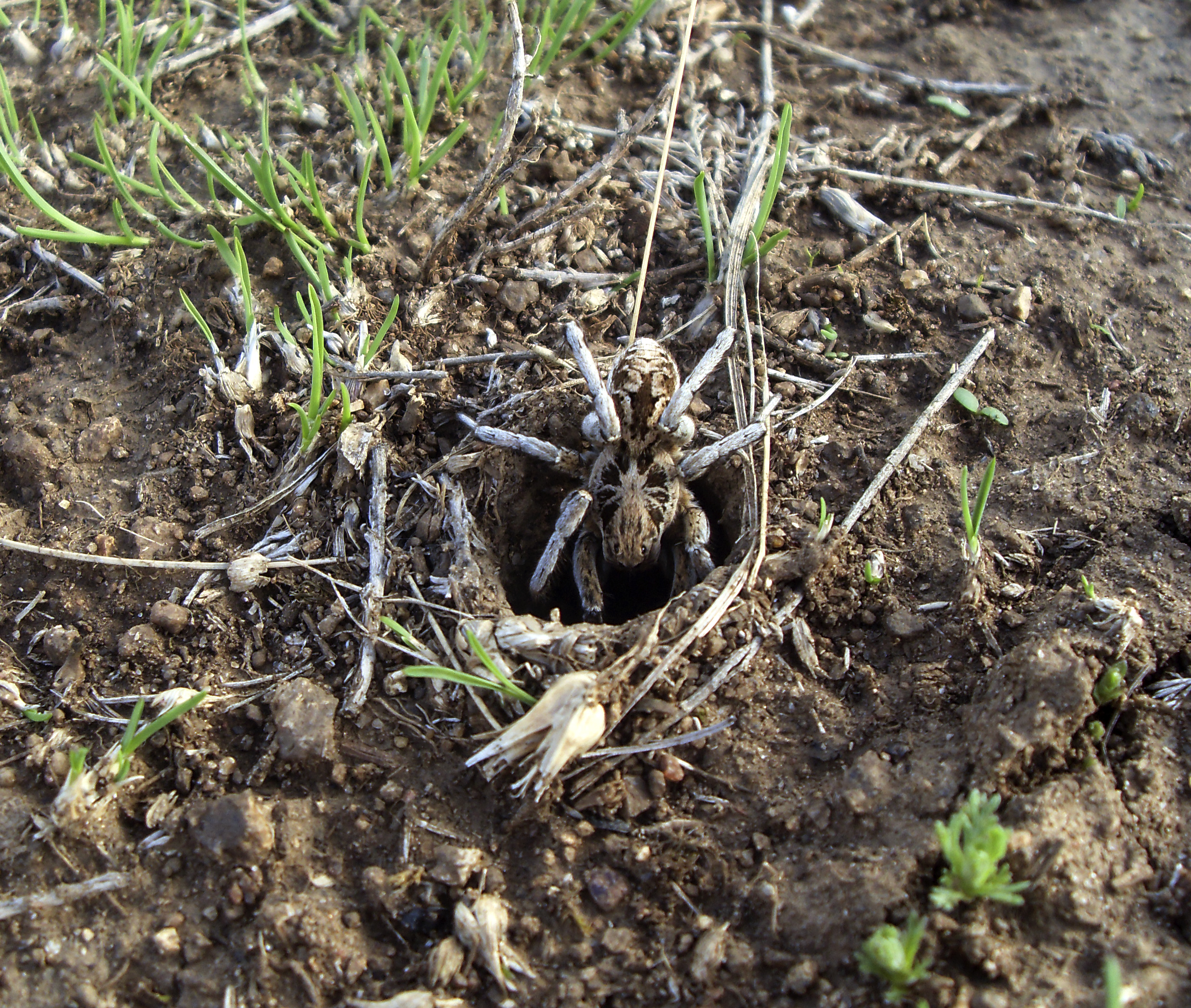
Ein Männchen vermutlich vor der Wohnröhre eines Weibchens

Die Paarungszeit der Art liegt in den Monaten September und Oktober. Zu dieser Zeit sind oftmals auch tagsüber freilaufende Männchen auffindbar, die die Unterschlüpfe von Weibchen aufsuchen. Das Finden eines Weibchens wird für ein Männchen vermutlich über arteigene Pheromone (Botenstoffe) ermöglicht, die von paarungswilligen Weibchen ausgesondert und von geschlechtsreifen Männchen wahrgenommen werden können. Hat ein Männchen den Unterschlupf eines Weibchen ausfindig machen können, beginnt es wie bei Wolfspinnen üblich einen Balztanz, während das Weibchen in seiner Wohnröhre reglos verharrt. Das Balzverhalten kann eine beliebige Dauer aufweisen.
Erwidert das Weibchen die Paarungsbereitschaft des Männchens, kommt es zur eigentlichen Paarung, die in der Wohnröhre des Weibchens stattfindet und die in der für die Überfamilie der Lycosoidea typischen Stellung geschieht. Das Männchen steigt frontal auf das Weibchen, sodass sich beide Geschlechtspartner übereinander befinden. Mit dem zweiten und dritten Beinpaar ergreift das Männchen den Carapax des Weibchens und die eigentliche Paarung beginnt, bei der das Männchen für die Spermienübertragung abwechselnd seine Bulbi in die Epigyne des Weibchens einführt. Die Paarung kann ein bis zwei Stunden andauern, ehe sich beide Partner voneinander trennen.

#### Kokonherstellung und Eiablage

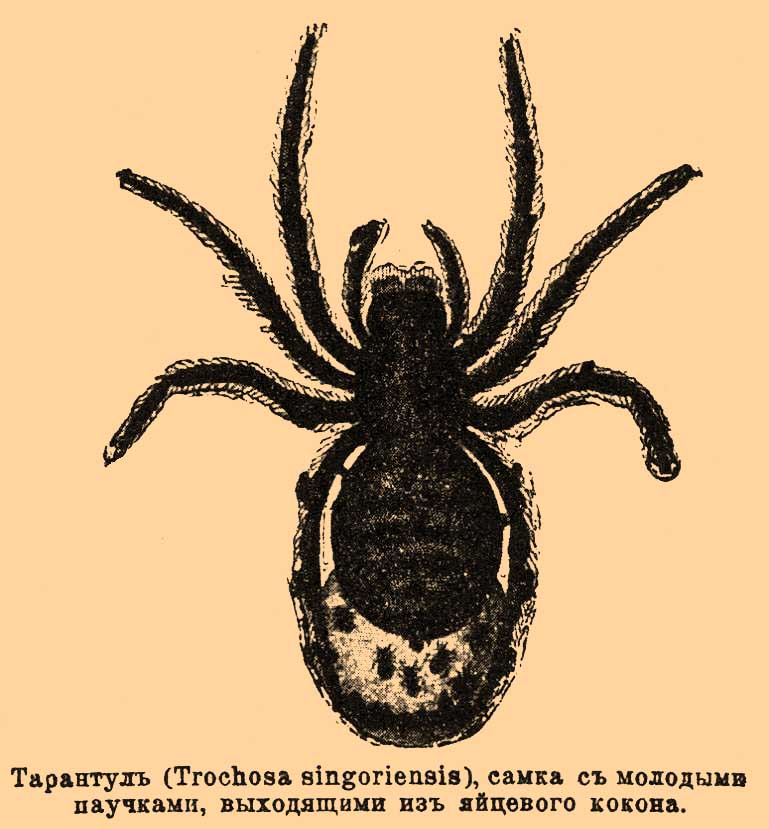
Illustration aus dem Brockhaus-Efron (1890–1907), der ein Weibchen der Südrussischen Tarantel mit einem Eikokon zeigt.

Während das Männchen kurz nach der Paarung im Zeitraum zwischen November und Dezember stirbt, überwintert das nun befruchtete Weibchen, das die Spermien des Männchens in seinen Spermatheken gespeichert hat. Dazu verschließt es die nachträglich vertiefte Wohnröhre vollends und zieht sich auf deren Grund zurück. Ab März oder April wird die Röhre vom Weibchen wieder geöffnet und erneuert. Ab Mai beginnt es mit der Herstellung des Eikokons, was ebenfalls in der Wohnröhre geschieht und wozu diese erneut, dieses Mal mit der charakteristischen Röhrenkuppel verschlossen wird.
Der Kokon besitzt anfangs eine blaue Färbung, die allmählich in einen weißlichen Farbton übergeht. Überdies hat der Eikokon einen Durchmesser von 8 bis 12 Millimetern, ein Gewicht von etwa sechs Gramm und er enthält insgesamt etwa 300 Eier. Nach der vollendeten Herstellung des Kokons wird die Wohnröhre wieder geöffnet. Der Eikokon wird anschließend nach Charakterart der Wolfspinnen vom Weibchen an den Spinnwarzen angeheftet mit sich geführt. Er wird zumeist in der Röhre aufbewahrt und an sonnigen Tagen der Sonne entgegengehalten. Findet die Entwicklung der Jungspinnen nicht statt, verzehrt das Weibchen seinen Eikokon. Verliert es diesen, versucht das Weibchen den Kokon wiederzufinden. Dabei nimmt die Spinne genauso fremde Eikokons oder sogar Objekte an, die einem Kokon ähneln. Ein Weibchen kann nacheinander bis zu zwei Kokons herstellen.

#### Inkubation und Schlupf

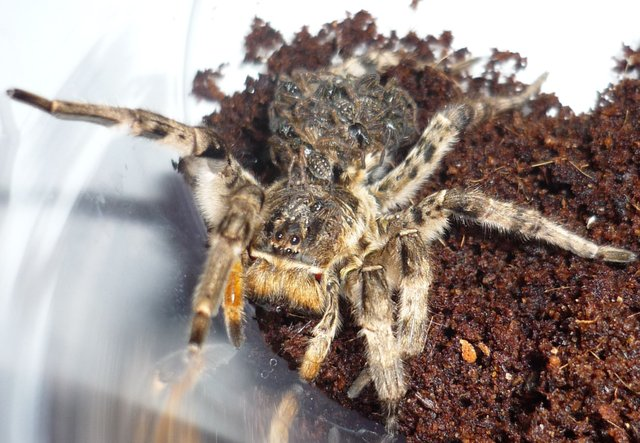
Weibchen mit Jungtieren

Im Zeitraum zwischen Juni und Juli (bei günstigen Witterungsverhältnissen schon im Mai) und somit einer Dauer von 30 bis 70 Tagen nach der Kokonherstellung schlüpfen die etwa 100 Jungtiere und klettern ebenfalls nach Art der Wolfspinnen auf das Opisthosoma der Mutter, von der sie sich dann tragen lassen. Dabei bilden die Jungtiere zwei übereinander liegende Schichten. Dort verbleiben sie, bis alle Nährmittel des einstigen Eikokons aufgebraucht sind und sie die erste Häutung vollzogen haben. Dies dauert bis zu vier Tage und das Muttertier nimmt in dieser Zeit keine Nahrung zu sich, verteidigt aber vehement seinen Nachwuchs. Zwischen der Trennung der Jungtiere aus dem ersten Kokon und dem Bau des zweiten hingegen widmet sich die Spinne wieder der Nahrungsaufnahme.
Bei dem zweiten Eikokon geschieht der Schlupf dann bereits nach kürzerer Zeit (in Gefangenschaft bereits nach zwei Wochen). Die Schlupfquote betrug ebenfalls unter Laborbedingungen 60. Ebenso konnte bei selbigen Untersuchungen nach der Trennung der Jungtiere von ihrer Mutter der Tod der Mutter dokumentiert werden.

#### Heranwachsen der Jungtiere
Nachdem sich die Jungtiere von ihrer Mutter getrennt haben, beginnen sie nach einiger Zeit eigene Wohnröhren anzulegen. Im Gegensatz zu den adulten Tieren sind heranwachsende Individuen der Südrussischen Taranteln aber noch weniger standorttreu und besiedeln in der Zeitspanne zwischen Juli und September über weite Streifzüge neue Lebensräume und legen immer wieder neue Röhren an. Insgesamt sind die Wohnröhren von Jungtieren oftmals in hoher Individuendichte vorfindbar. Dabei sind die Abstände der Röhren zueinander eher gering.
Die Jungtiere wachsen wie bei Gliederfüßern üblich über mehrere Häutungen heran und durchleben mehrere Fresshäute (Häutungsstadien von Spinnen). Während dieser Phase können auch beschädigte oder verloren gegangene Gliedmaßen regeneriert werden. Vor einer Häutung stellt die Spinne die Nahrungsaufnahme ein. Die Häutung dauert ein bis zwei Tage, das neue Exoskelett benötigt dann zumeist fast 30 Minuten (maximal eine Stunde) um auszuhärten. Zwei Tage nach einer abgeschlossenen Häutung widmet sich die Spinne wieder dem Beuteerwerb. Zusätzlich zu den Resten von Beutetieren, die bereits von der Spinne verzehrt wurden, können die nach einer Häutung abgestreiften Exoskelette der Spinne ein Indiz für eine bewohnte Röhre der Südrussischen Tarantel sein.

#### Erlangen der Geschlechtsreife und Lebenserwartung

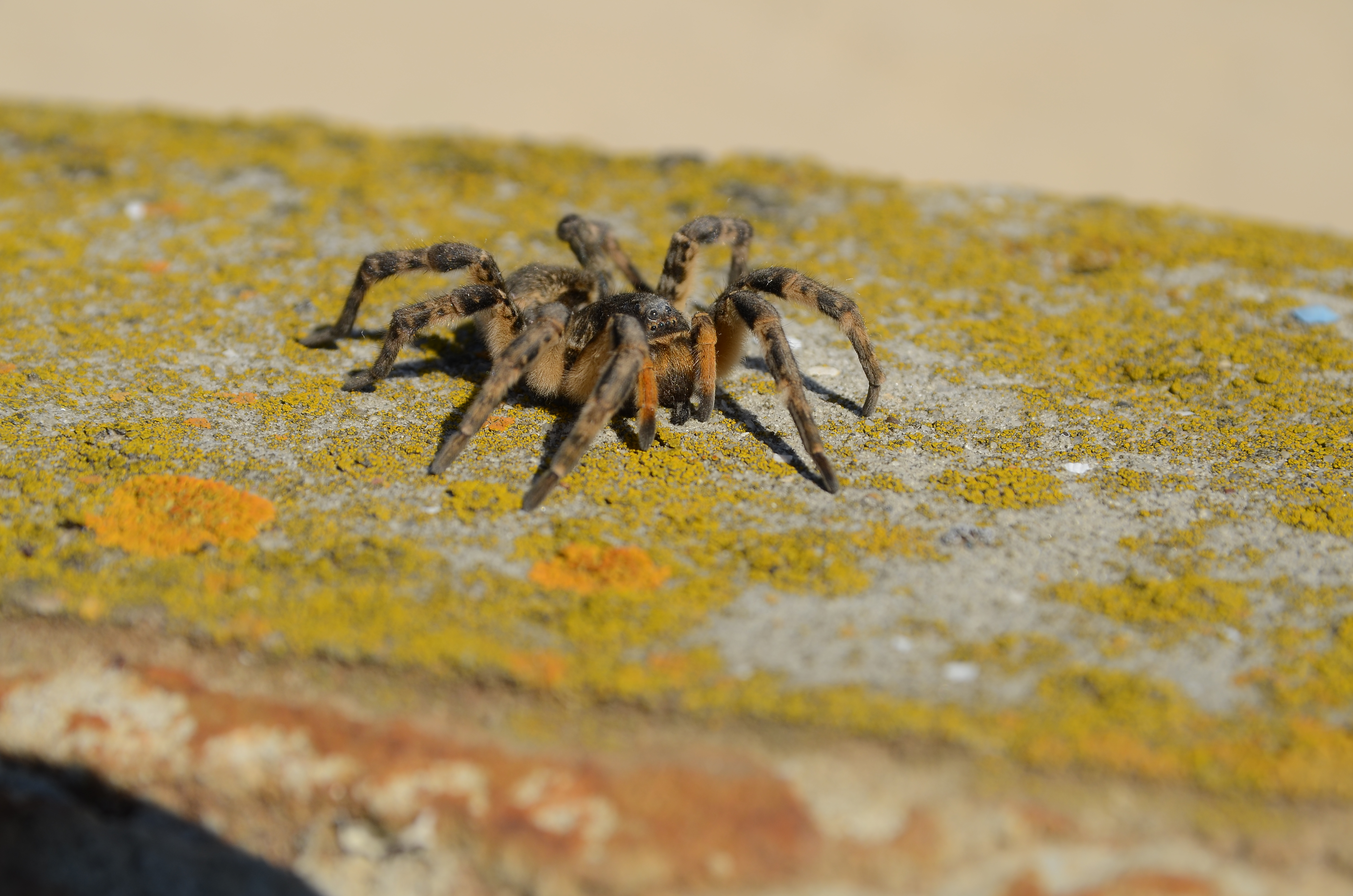
Verstorbenes Weibchen

Die Jungtiere durchleben im Zeitraum zwischen September und Oktober die letzte Häutung, die sog. Reifehäutung, nach der dann die Geschlechtsreife eintritt. Dies geschieht zeitgleich mit dem Beginn der Paarungszeit und der Lebenszyklus wiederholt sich. Das Weibchen erreicht eine Lebensdauer von zwei Jahren, das Männchen lediglich eine einjährige.

## Systematik
Die Systematik befasst sich im Bereich der Biologie sowohl mit der taxonomischen (systematischen) Einteilung als auch mit der Bestimmung und mit der Nomenklatur (Disziplin der wissenschaftlichen Benennung) von Lebewesen einschließlich der Südrussischen Tarantel.
Der Artname singoriensis ist eine Abwandlung des lateinischen Nomens Singoria, das gleichbedeutend mit der Dsungarei ist, in der die Südrussische Tarantel zahlreich vorkommt.

### Beschreibungsgeschichte
Die Südrussische Tarantel wurde 1770 im Jahre ihrer Erstbeschreibung vom Autor Erich G. Laxmann wie damals für Spinnen üblich in die Gattung Aranea eingeordnet und erhielt die Bezeichnung A. singoriensis. Danach erhielt sie von verschiedenen Autoren vermehrt taxonomische Umbenennungen und -stellungen. Bereits unter Feliks Paweł Jarocki wurde die Art 1825 unter der Bezeichnung L. ucrainensis in die Gattung Lycosa eingeordnet. Ludwig Koch erwähnte die Südrussische Tarantel 1897 erstmals unter der heute noch gültigen Bezeichnung L. singoriensis, die seit 1956 als gängigste Bezeichnung für die Art angewandt wird und noch heute als gültige zählt.

### Umstrittene Gattungszugehörigkeit
Die Südrussische Tarantel wurde vermehrt neben der Gattung Lycosa der Gattung Allohogna unter der heute als Synonym betrachteten Bezeichnung Allohogna singoriensis untergeordnet. Auch heute ist die genaue Zugehörigkeit umstritten, zumal der taxonomische Status beider Gattungen ebenfalls unklar ist. Seit 1971 gilt die Gattung Allohogna als Synonym der Gattung Lycosa. Diese Synonymisierung wird allerdings mehrfach angezweifelt. Neben der Südrussischen Tarantel wurde früher die Art Lycosa shansia, die alle unten aufgelisteten Gemeinsamkeiten mit der Südrussischen Tarantel teilt, als der Gattung Allohogna zugehörig erklärt.
Der Carapax der Südrussischen Tarantel und anderer der Gattung Allohogna als unterstellt betrachteten Arten weist im Gegensatz zu den anderen Lycosa-Arten einen deutlicher gekennzeichneten Abstieg im Brustbereich auf. An den Tarsen finden sich hier außerdem keine spinulenförmigen Setae, sondern lediglich eine dichte Scopula (Beinbehaarung). Die untere Augenreihe ist außerdem bei den restlichen Lycosa-Arten leicht lateral nach oben gekurvt, bei der Südrussischen Tarantel jedoch graduell ausgeprägt. Der Abstand der oberen und unteren Mittelaugen beträgt im Verhältnis zueinander 1,5 bis 1,7, bei den anderen Lycosa-Arten 2,5 bis 2,9. Der Abstand der unteren Mittelaugen zum Clypeus beträgt im Verhältnis zueinander bei der Südrussischen Tarnatel 1,3 bis 1,6, bei den weiteren Vertretern der Gattung Lycosa hingegen eins bis 1,2.
Wesentliche Unterscheidungsmerkmale liegen auch in den genitalmorphologischen Merkmalen. Die Bulbi der Südrussischen Tarantel werden durch die Form der medianen Abophyse, die einer verlängerten Klinge ähnelt, und den daran befindlichen Vorsprüngen (ähnlich wie bei den Scheintaranteln (Alopecosa)) charakterisiert. Außerdem ist der Ursprung der Emboli bei den beiden Arten lateral-apikal gelegen. Die Emboli verfügen hier über klingenförmige Lamellen. Bei den meisten anderen Arten der Gattung Lycosa sind die Medianabophysen hakenartig nach hinten ausgebildet. Ähnlich wie bei der Südrussischen Tarantel verfügen die Emboli dieser Arten über geschärfte Lamellen, die Emboli entspringen hier aber in gänzlich apikaler Lage.
Den anderen Lycosa-Arten fehlen die Seitentaschen bei der Epigyne. Genauso fehlt ihr die für die anderen Arten typische anterior gelegene Erhöhung in der Epigyne. Das Septum der Südrussischen Tarantel lässt sich durch seine T-förmige Ausrichtung sicher von denen der anderen Arten unterscheiden, die länger als breit und üblicherweise mit den Epigynalgrupen verwachsen sind. Die Spermatheken der anderen Lycosa-Arten verfügen ferner über S-förmige Spermatheken mit sehr langen und dünnen Einfuhrschläuchen.

## Südrussische Tarantel und Mensch

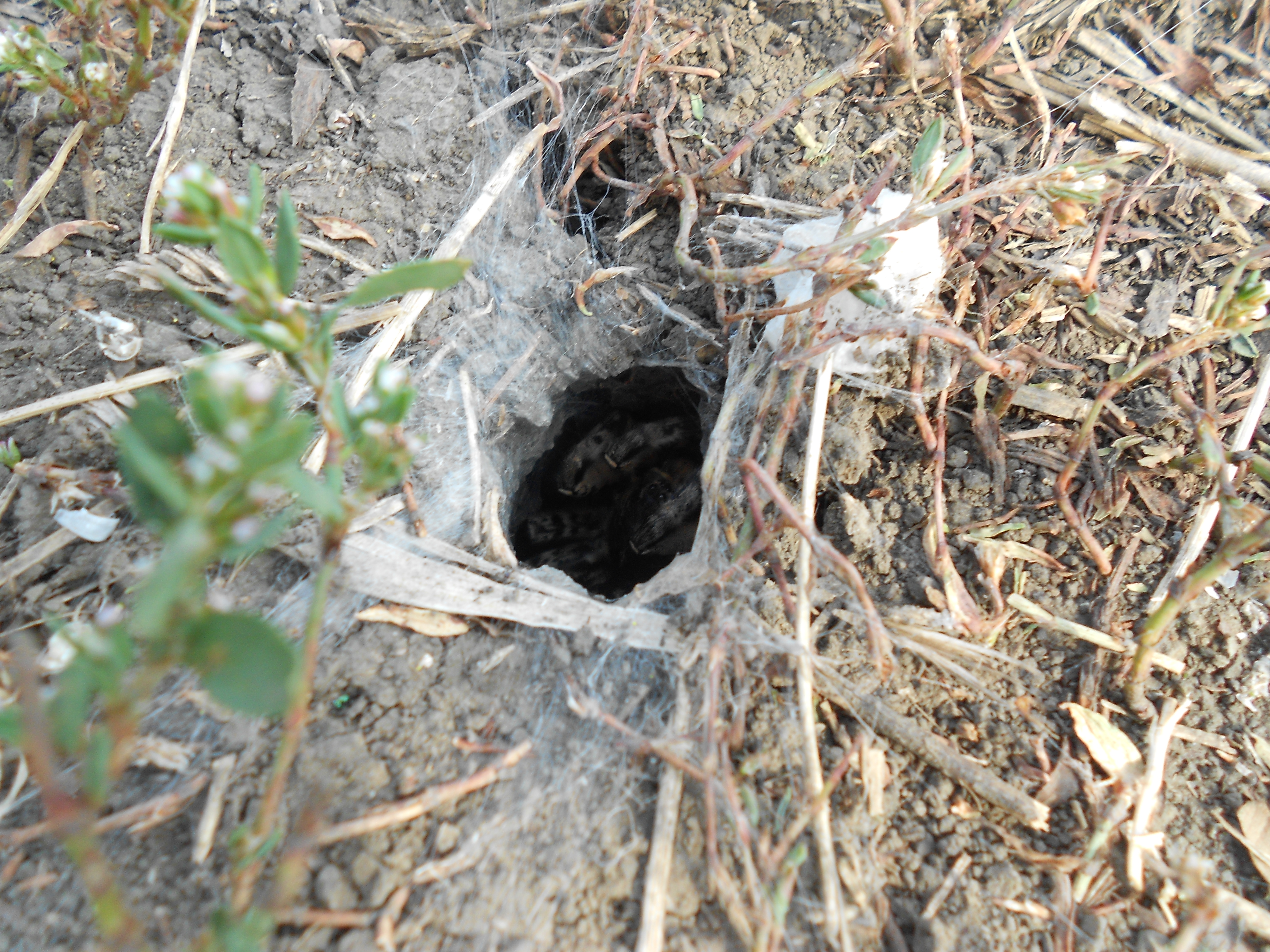
Weibchen im Mündungsbereich seiner Wohnröhre, gefunden in Bălți.

Die Südrussische Tarantel hat beim Menschen einen unterschiedlich ausfallenden Ruf. Ihr wird mitunter eine hohe Gefährlichkeit für den Menschen nachgesagt, wie auch anderen als „Tarantel“ bezeichneten Wolfspinnenarten (sowie den ebenfalls fälschlicherweise als „Taranteln“ bezeichneten Vogelspinnen). Obgleich der Biss der Art für den Menschen mit unangenehmen Komplikationen einhergehen kann, ist die Spinne für den Menschen dennoch deutlich ungefährlicher als oftmals angenommen.
In ihrem Verbreitungsgebiet wird die Südrussische Tarantel aber, anders als die Apulische Tarantel (Lycosa tarantula) oder die Schwarzbäuchige Tarantel (Hogna radiata), von der heimischen Bevölkerung kaum gefürchtet. Aus der Ukraine existieren sogar Berichte, dass sich Kinder zum Zeitvertreib mit ihnen beschäftigen.

### Bissunfälle und Symptome

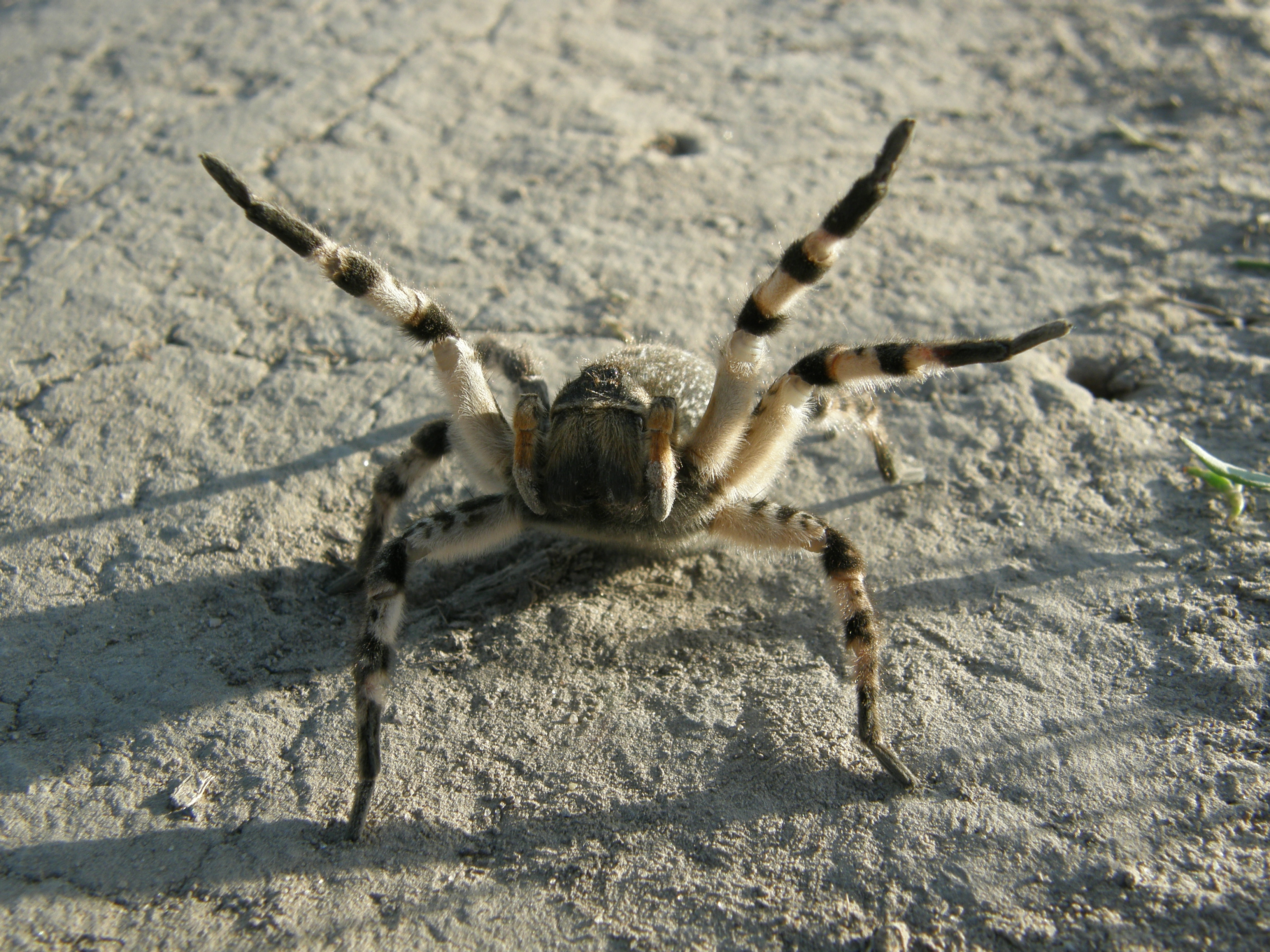
Drohendes Weibchen

Bedingt durch ihre Größe einschließlich der ihrer Cheliceren ist es der Südrussischen Tarantel möglich, den Menschen zu beißen. Dies passiert insbesondere bei Tieren, die in ihren Wohnröhren bedrängt werden. Ansonsten gilt die Art nicht als aggressiv. Bei Bedrohung nimmt die Südrussische Tarantel die für einige Arten der Überfamilie der Lycosoidea und auch vielen Vogelspinnenartigen (Mygalomorphae) typische Drohgebärde ein, bei der sich die Spinne aufrichtet, die vorderen Beinpaare erhebt und die Cheliceren spreizt, wobei dann die Signalfarben auf den Extremitäten, den Cheliceren und auf der Ventralseite des Körpers der Spinne zur Geltung kommen.
Der Biss der Südrussischen Tarantel gilt als schmerzhaft, was auch auf den Einstich selber zutrifft, da dessen Spürbarkeit durch die Zähnung der Cheliceren erhöht wird. Ein weiteres typisches Symptom ist eine starke Schwellung und Rötung der Bisswunde, begleitet von einem Schmerz an selbiger Stelle, der 24 Stunden anhalten kann. Kurz darauf verschlechtert sich laut Berichten das Allgemeinbefinden des Bissopfers, was als Folge einer eintretenden Apathie (mangelnde Erregbarkeit) und Schlafbedürfnis sowie dem Gefühl einer Ankylose (vollständige Gelenksteife) gesehen wird. Ein Bissopfer berichtete, dass es nach etwa einer Stunde und fünfundvierzig Minuten sein ganzes Körpergewicht verstärkt spürte und sich neben dem Bedürfnis nach Schlaf auch leichte Schmerzen im unteren Bereich des Brustkorbs und vermehrt eine Dyspnoe (erschwerte Atmung) bemerkbar machte. Selbiger Patient verspürte fünf Stunden nach dem Biss ein Schwinden dieser Empfindungen. Lediglich der lokale Schmerz an der Bisswunde war noch spürbar.

### Terraristik

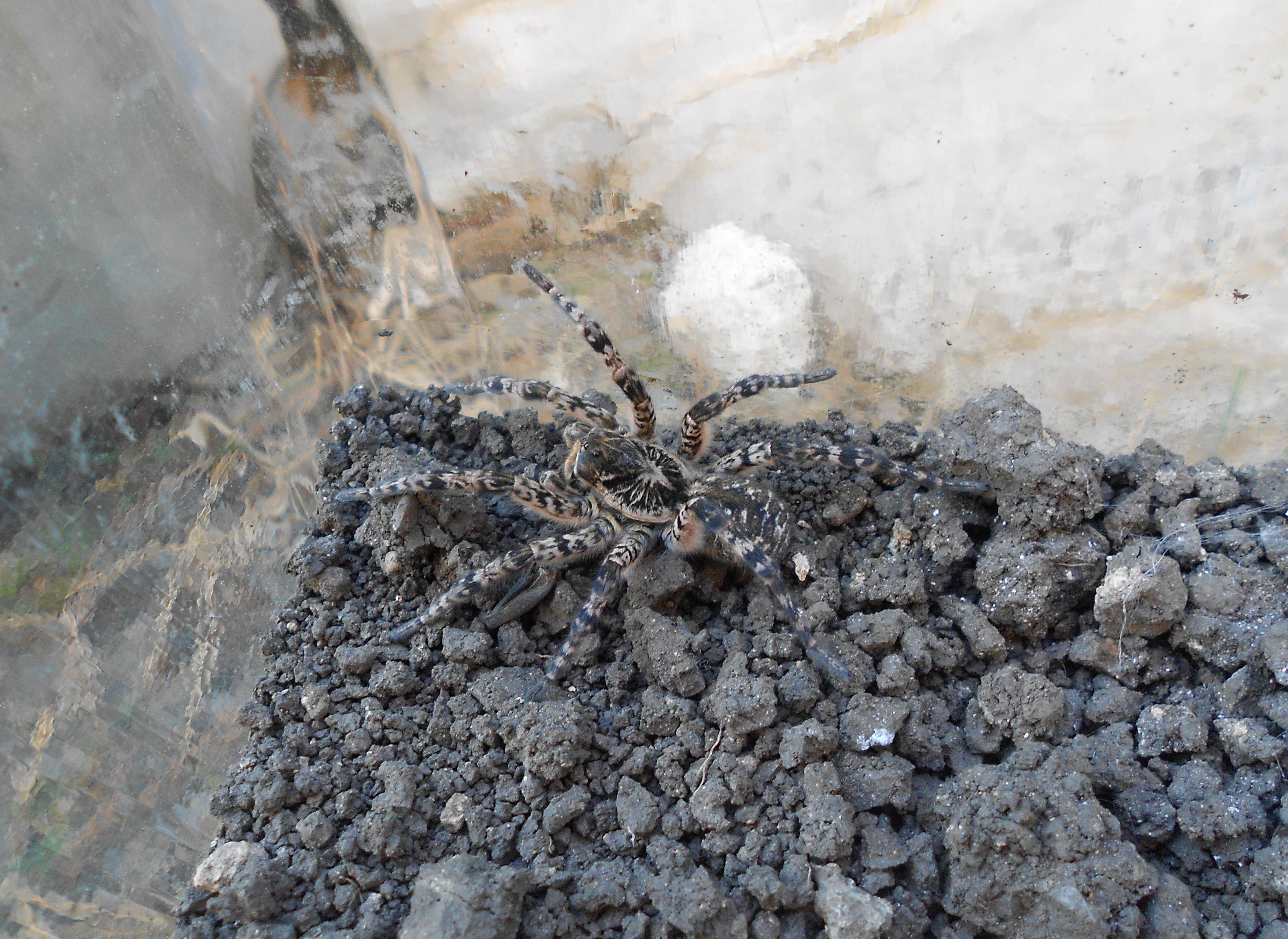
In einem Behälter gehaltenes Männchen

Die Art erscheint gelegentlich als Heimtier in der Terraristik. Für eine Haltung eines oder mehrerer Exemplare der Art (diese sind dann, um Kannibalismus zu verhindern, einzeln zu halten) sollte dann das trockene und warme Klima des natürlichen Verbreitungsgebiets der Art so gut wie möglich simuliert werden. Als geeigneter Bodengrund für die Haltung hat sich trockener Sand, in dem die Spinne Wohnröhren anlegen kann, bewährt. Nachzuchten der Südrussischen Tarantel existieren in Gefangenschaft ebenfalls, was die Haltung vereinfacht und natürliche Bestände nicht bedroht.

### Gefährdung und Schutz

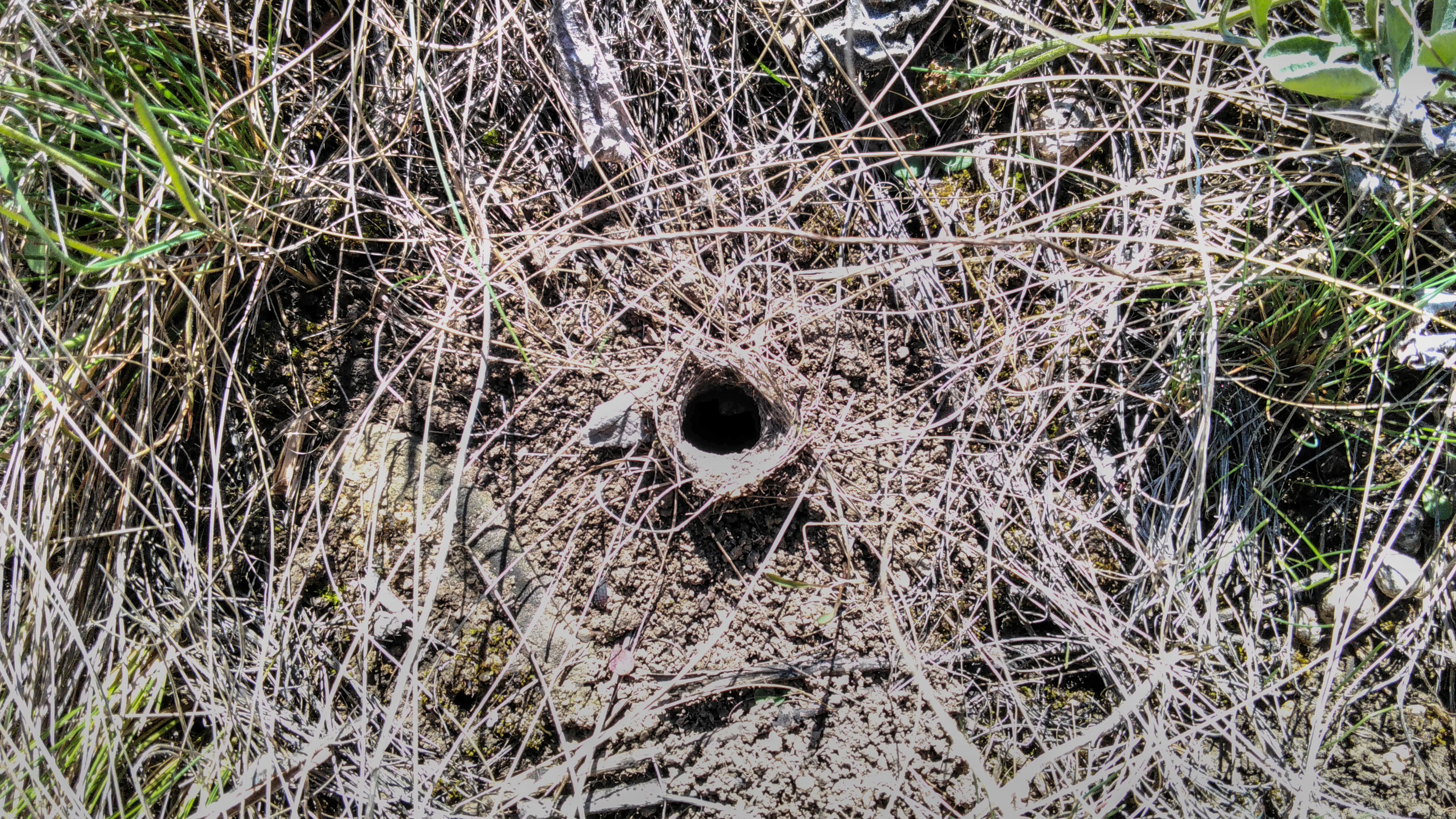
Wohnröhre einer Südrussischen Tarantel in der Ukraine. Im östlichen Teil ihres Verbreitungsgebietes gilt die Art anders als im westlichen Randgebiet davon nicht als gefährdet.

Der Gefährdungsgrad variiert je nach Region. Der globale Gefährdungsgrad der Art wird von der IUCN nicht erfasst. Im östlichen Teil des Verbreitungsgebiets bestehen keine Bestandsbedrohungen.
In Tschechien wird die Südrussische Tarantel von der Tschechischen Arachnologischen Gesellschaft in die Gefährdungskategorie „Almost threatened“ (übersetzt „fast gefährdet“) eingestuft. Von der dort dennoch als sehr selten geltenden Art konnten mittlerweile 34 Individuen in 26 verschiedenen Fundgebieten ausgemacht werden. In der benachbarten Slowakei erfasst die IUCN die Südrussische Tarantel in die Kategorie „E“ („Endangered“), was auf größere Gefährdungen der Art in diesem Land hindeutet.
Insbesondere an den westlichen Vorposten ihres Verbreitungsgebietes wird um eine Erhaltung der dort zurückgehenden Bestände der Art gekämpft. In Österreich wird die Südrussische Tarantel in der Rote Liste gefährdeter Arten in die Kategorie 1 („vom Aussterben bedroht“) aufgelistet. Aus diesem Grunde unterliegt sie dort gesetzlichem Schutz.